# Schule der Magier
Schule der Magier (englischer Originaltitel: The Tapestry Series (für die Reihe) und The Tapestry (im Titel der Einzelbücher), wörtlich übersetzt: Der Wandteppich) ist eine Romanreihe von Henry H. Neff. Sie umfasst fünf Bände, es handelt sich also um eine Pentalogie, und umfasst verschiedene Genres wie Fantasy, Geschichte, Mythologie, Folklore und Science-Fiction. Zentrales Thema der Reihe ist der Kampf der „Rowan Akademie“ und ihrer Verbündeter gegen Astaroth und seine meist nicht menschlichen Helfer, vornehmlich Vyes und Dämonen. Im Mittelpunkt des Kampfes stehen Max McDaniels und sein Freund David Menlo.

## Zum Werk
Das erste Buch schrieb Neff noch als Freizeitbeschäftigung neben seinem Beruf als Lehrer. Er begann es 2003 in seinen ersten Winterferien und veröffentlichte es 2007. Aufgrund des enormen Erfolges veröffentlichte er 2008 den zweiten Band. Im gleichen Jahr erschien die deutsche Übersetzung des ersten Teils, 2009 folgte die Übersetzung zweiten Teils. Auf Wunsch der Fans begann Neff 2009 damit den dritten Teil zu schreiben. Dieser erschien 2010 auf Englisch und 2011 auf Deutsch. Es fehlen bei allen jedoch die im englischen Original vorhandenen Illustrationen.
Der 4. Teil erschien 2012 auf Englisch. Der 5. und damit letzte Band sollte im Oktober 2013 veröffentlicht werden. Der Termin wurde verschoben, da der Autor, wie er es selbst in seinem Videoblog angab, noch nicht mit dem Manuskript fertig war. Um die Wartezeit für die Leser zu überbrücken und auch die Spannung etwas zu erhöhen, veröffentlichte Neff in seinem Blog diverse Informationen und Hintergründe über und Auszüge aus diesem Buch. So kündigte er dort an, dass es in The Red Winter auch Kapitel aus der Perspektive anderer Figuren gibt. So ist zum Beispiel der Prolog dem Neff vorab allerdings als „Chapter 1“ in seinem Blog veröffentlichte, aus der Sicht der Wicca Dame Hakku geschrieben, die Elias Bram begegnet, während das zweite vorab veröffentlichtes Kapitel (Kapitel 1) aus der Sicht von Prusias geschrieben ist. Die meisten Kapitel sind aber aus der Sicht von Max McDaniels geschrieben. Veröffentlicht wurde das Buch schließlich im November 2014, allerdings wie vom Verlag entschieden lediglich als E-Book. Eine gedruckte Version ist seit Dezember 2021 verfügbar, nachdem Neff die Rechte für die gedruckte Ausgabe vom Verlag zurückerhalten hatte.
Eine deutsche Übersetzung der letzten beiden Bände ist laut Verlag nicht vorgesehen. Grund dafür ist, wie Neff es in seinem Blog erklärte, dass einige Verlage nur drei Bücher lizenzierten, da die Reihe ursprünglich als Trilogie geplant war.
Nach dem Abschluss der Arbeiten an dieser Reihe kündigte er am 14. Juni 2014 in seinem Blog an, dass er nun beginnen werde eine weitere Reihe zu schreiben, welche in der Welt von Schule der Magier, aber einige 1000 Jahre nach den Ereignissen von The Red Winter spielt. Weitere Informationen zur Serie veröffentlichte er am 25. Juli 2014 in seinem Blog. Dort schrieb er, dass der Name der Trilogie, der Welt und des vorherrschenden Königreichs Impyrium lauten soll. Zentrales Figuren des ersten Bandes, welcher 2016 erschien, sind die 12-jährige Magierin Hazel Faeregine, der letzte Spross der seit tausenden Jahren herrschenden Familie und Hob, ein 13-jähriger Junge, der aus einem Bergarbeiterdorf abgehauen ist.

## Inhalt
Die zentrale Person der Reihe ist der aus Chicago stammende Max McDaniels, der als zwölfjähriger Junge zufällig entdeckt, dass er über „Alte Magie“ verfügt. Schauplatz ist die Erde zu Beginn des 21. Jahrhunderts, welche ihr Aussehen bereits im zweiten Buch durch den Aufstieg des Bösen verändert. Eine tiefgreifende Neugestaltung der Welt durch Astaroth geschieht vor Beginn des dritten Bandes mithilfe des Buchs Thot und noch einmal im letzten Band, wo sie schließlich durch den Cataclysm zu Impyrium wird, also der Welt in der die gleichnamige Trilogie spielt. Genaue Jahresangaben werden in der Reihe nicht explizit genannt, durch die Angabe der Lebensdaten von berühmten Personen wie Niccolò Machiavelli in der neuen vom Cataclysm ausgehenden Zeitrechnung zu Beginn verschiedener Kapitel von Impyrium lässt sich aber berechnen, dass der Cataclysm im Jahr 2013 unserer Zeitrechnung stattgefunden hat.

### Das geheime Portal
(Originaltitel: The Hound Of Rowan)
Im Art Institute of Chicago, welches in der Deutschen Ausgabe lediglich als Kunstmuseum bezeichnet wird, gerät Max McDaniels in einen Raum, in dem ein alter Wandteppich hängt. Dieser zeigt ihm eine Art Film, der mit den Worten Táin Bó Cuailnge endet, was, wie Max es später erklärt bekommt, mit Cúchulainn, einem Helden aus der Irischen Mythologie zu tun hat. Durch das Geschehen mit dem Wandteppich wird die Rowan Akademie, eine Zaubererschule in Neuengland, auf ihn aufmerksam und lädt ihn ein die Schule zu besuchen, da er ein sogenannter „Potentieller“ ist. Nach langen Überlegungen und Beratungen mit seinem Vater Scott entschließt sich McDaniels diese Schule zu besuchen, wobei er in der Nacht vor der Abreise einen Alptraum hat, in dem ihn ein Wolfshund (im Original: Wolfshound) verfolgt und ihm droht ihn zu fressen, wenn er ihm nicht sagt wer er ist. Am nächsten Morgen fliegt er schließlich in die Neuenglandstaaten und wird vom Flughafen mit dem Auto nach Rowan gebracht. Dort freundet er sich bei der Einteilung der Zimmer, die in dieser Schule durch das Gebäude erfolgt, sofort mit seinem Zimmerkameraden David Menlo an, der, wie es sich während des Unterrichts herausstellt, ein sehr guter Magier ist. Zudem bekommen alle Neulinge magische Wesen als Schützlinge zugeteilt. So erhält Max das letzte Lymrill Nick als Schützling. Zwischen Max und Alex Muñoz, einem Schüler aus dem Jahrgang über ihm, entbrennt schon bald eine heftige Feindschaft.
Im Verlauf des Schuljahres manifestiert sich zudem, dass Astaroth seine Rückkehr plant und die Schule nicht mehr so verborgen ist, wie sie es einst war. Erkenntlich wird dies als die Schüler während eines Essens im Dorf Rowan plötzlich zur Schule zurück müssen. Grund dafür ist eine Vye, die sich nahe dem Tore als Händler getarnt aufgehalten hatte und wenig später gefasst wird. Um den Schülern die Gefahr zu verdeutlichen, wird diese Vye den Schülern gezeigt und zusätzlich Vyes ins Simulatortraining eingebaut. Wenig später tauchen Max Vater und dessen Geschäftspartner Bob Lukens in Rowan auf. Sie bringen Max, der in den Ferien aus Sicherheitsgründen nicht nach Hause durfte, ein Geschenk mit, welches er aber erst nach deren Abfahrt öffnen soll. Da es sich dabei um eine Kopie des berühmten Topkapi-Dolches handelt und der Topkapi-Palast in Istanbul als ein Ort gilt, an dem Astaroths Schergen möglicherweise entführte Potentielle versteckt halten, wird das Auto, das Max Vater und Bob Lukens zum Flughafen bringt, sofort zurückbeordert. Lukens, der offensichtlich für den Feind arbeitet, gelingt es das Fahrzeug zu verlassen, wobei Max Vater verletzt wird. Er wird mit dem Auto nach Rowan zurückgebracht, wo er anschließend bleibt. Aufgrund dieses Vorfalls bekommen die Schüler Sicherheitsuhren, mit welchen im Falle eines Feindkontakts schnell Hilfe gerufen werden kann. Darüber hinaus wird bekannt, dass in mehreren Kunstmuseen Bilder aus dem 17. Jahrhundert gestohlen wurden. Die besondere Brisanz dieser Diebstähle darin liegt, dass Astaroth, als man ihn besiegte, nachdem er die Magierschule Solas 1649 erobert und zerstört hatte, vermutlich in ein Bild eingesperrt wurde.
Bei einem Ausflug ins Dorf kommt es zu einem heftigen Streit zwischen Muñoz und Max. Als Strafe müssen beide gemeinsam den Rumpf der „Kestrel“ reinigen, jenes Schiffes, das die Überlebenden aus Solas hierher brachte. Dabei flammt der Streit erneut auf, was die Kontrahenten dazu veranlasst, die Sicherheitsuhren abzulegen, damit keiner aus Angst Hilfe rufen kann. Diese Entscheidung stellt sich kurze Zeit später als lebensbedrohlich heraus, da beide von Vyes auf ein Schiff entführt werden, dass sie zu Marley Augurs Krypta nach Irland bringt. Dort soll Astaroth aus seinem Gefängnis befreit werden. Dazu ist das Blut einer bestimmten Person erforderlich. Zuerst lässt Marley Augur Muñoz Blut testen, was allerdings wirkungslos ist. Anschließend lässt er das Blut von Max testen, was schließlich zum Erfolg führt. Max gelingt es aus der Krypta zu fliehen und mit Hilfe des herbeigeeilten Ronin, vor dem er damals im Kunstmuseum in den Raum mit dem Wandteppich floh, dem Feind eine schmerzliche Niederlage zuzufügen, da sie alle dort eingesperrten Potentiellen befreien und einige Vyes töten. Max schafft es aber nicht Muñoz zu retten oder zu verhindern, dass Astaroth frei kommt. Mithilfe von Ronins Sicherheitsuhr kann er Rowan verständigen, sodass er wieder in die Schule zurückkommt, wo man ihn bereits für tot hielt.

### Astaroths Angriff
(Originaltitel: The Second Siege)
Zu Beginn von Max zweiten Schuljahr in Rowan erhält die Schule Besuch von einer Wicca namens Dame Mala. Sie verlangt, dass Rowan ihnen drei Kinder übergibt, so wie es Elias Bram einst versprach, als sie ihm wegen des Buches Thot halfen. Sie würden auch zwei Kinder als Erfüllung von Brams Eid ansehen, wenn es sich bei den Kindern um Max, der von ihr in Anlehnung an den Hund von Ulster als „Hund von Rowan“ bezeichnet wird, und David handelt, was der Direktorin nicht gefällt. Um die Rechtmäßigkeit zu prüfen, begibt sich David in die Archive und forscht in Brams Papieren. Unten in den Archiven liegt ebenfalls das Gewölbe des „Roten Dienstes“, in dem dieser bedeutsame alte Waffen lagert. Dessen Chef Commander Juri Vilyak führt Max einmal dorthin und zeigt ihm die Reste der Gae Bolga, der Waffe des Cúchulainn. Zeitgleich beginnt Astaroth mit der Übernahme der Weltherrschaft.
Das Ergebnis von Davids Forschungen zeigt, dass der Anspruch der Wiccas berechtigt ist. Es stellt sich zudem heraus, dass der Schlüssel, der zum Buch Thot führt, in Frankfurt am Main liegt. Ob dieser Schlüssel durch Astaroth bedroht ist, zeigt ein Medaillon, welches einst von Marley Augur geschaffen wurde. Aufgrund der Rechtmäßigkeit wird dem Antrag der Wiccas unter heftigen Protesten Vilyaks und Scott McDaniels stattgegeben. Kurz danach sorgt David mittels eines Zaubers dafür, dass Rowan unauffindbar wird, da seiner Ansicht nach die bestehenden Zauber aus Altersgründen nicht mehr ausreichen.
Zu diesem Zeitpunkt ist auch der Leiter der Frankfurter Werkstatt Jesper Rasmussen in Rowan. Mit seiner Hilfe täuschen Mrs. Richter und Agent Cooper eine Entführung vor, welche letztlich nur dazu dient, Max, seinen Vater und David aus Rowan herauszubringen, ohne dass die Wiccas es als Vertragsbruch werten können und somit der Fluch der Wiccas wirksam wird. Der Plan geht auf, sodass das Trio mit Cooper, Miss Boon, Max Schützling Nick und der Küchenhexe Mum, die außerplanmäßig zur Gruppe dazukommt, per Schiff nach Spanien kommen. Dort gehen sie zu Fuß nach Salamanca und finden bei Señor Lorca einem alten Freund Coopers und ebenfalls Mitglied des Roten Dienstes Unterschlupf. Lorca besorgt ihnen gefälschte Pässe, sodass sie unbehelligt nach Deutschland kommen können. Darüber hinaus überträgt er das Zeichen des Roten Dienstes, das er sehr lange trug, auf Max und übergibt ihm auch seine Ausrüstung. Schließlich gelangen sie an ihr Ziel und werden von einem Mitarbeiter der Werkstatt in Frankfurt abgeholt. Dort treffen sie auch Rasmussen wieder, der ihnen eine Kammer zeigt, welche mit technischen Mitteln nicht zu öffnen ist. David gelingt es die Zauber, welche auf der Kammer liegen, zu lösen und ihnen so Zutritt zu verschaffen. Anschließend wird das darin befindliche Objekt geborgen. Unglücklicherweise kann Astaroth, begünstigt durch einen Verräter, in den Reihen der Werkstatt in die Anlage eindringen. Um David für seine „Taten“ zu bestrafen, lässt Astaroth ihm eine Hand abbeißen. Schließlich gelingt der Truppe gemeinsam mit Rasmussen die Flucht, an deren Ende sie wieder in Rowan ankommen, jedoch bleibt Cooper dafür zurück und schlägt sich anschließend nach Rowan durch.
In Rowan versucht David herauszufinden, wie der Schlüssel zu benutzen sei. Er schreckt auch nicht davor zurück, in einer Nacht mit Max zusammen Astaroth zu beschwören, der ihnen am Ende verrät, dass es sich bei Brams Ross, für welches der Schlüssel notwendig ist, um die Kestrel handelt. Mit diesem Schiff und dem Schlüssel gelangen Max und David schließlich zu den Sidh. Auf dem Weg nach Rodrubân, der Hauptstadt der Sidh, stoßen sie immer wieder auf Astaroth. In Rodrubân selbst gelingt es Max, als Halbbruder von Cúchulainn und Sohn von Lugh dem Langhändigen, in die Königsburg zu kommen, während David sich als einhändiger Schuster betätigt. Auf Anweisung Lughs wird Max wie Cúchulainn und andere Helden von Scáthach unterrichtet. Am Ende dieser Ausbildung erhält Max eine Brosche von ihr. Anschließend werden sie von Caillech mit einer Kutsche zum Burgh na Boinne gefahren, einem Berg in dem neben dem Buch Thot, die 4 Glücksbringer der Tuatha de Danaan liegen. Beim Versuch das Buch aus der Vitrine zu holen, zerbricht die Gae Bolga. Daher nutzt Max trotz Warnungen Lughs Speer, der sich ebenfalls im Berg befindet, um die Vitrine zu zerstören. Astaroth, der das Buch für sich beansprucht, betritt nun den Hügel. Er gibt preis, dass er es gewesen sei, der die Suche nach dem Buch initiierte und ihnen den Talisman unterschieben ließ und dass es sich bei Caillech um Max Mutter Bryn handelt. Nachdem Max Astaroth mit Lughs Speer verwundet hat und David die Höhle in Brand gesetzt hat, fliehen David und Max mit Max Mutter und dem Buch Toth im Gepäck durch einen verbrennenden Wandteppich nach Rowan. Dort stellt sich heraus, dass Max’ Mutter einst als Deirdre Fallow Rowan besuchte und danach als Bryn in die normale Welt zurückkehrte und Scott McDaniels heiratete. Sie stirbt kurz nach der Rückkehr aus den Sidh aufgrund ihres hohen Alters, das durch die zeitlichen Unterschiede zwischen den Sidh und der Erde zustande kommt. Bei der Beerdigung kommt es zu einem zuvor geplanten Putsch des Roten Dienstes, bei dem Gabriele Richter als Direktorin abgesetzt wird. Ihren Posten nimmt Commander Vilyak ein, der letztlich erfolglos versucht eine Übereinkunft mit Astaroths Vertreter Lord Aamon und der Wicca Dame Mako zu treffen. Dadurch wird zum einen der Fluch der Wiccas wirksam, was eine Schwächung von Rowans Magiern zur Folge hat, und zum anderen ein Angriff der Dämonen sehr wahrscheinlich, weshalb man beginnt jegliche Wertgegenstände und auch Personen in die Höhlen des Sanktuariums zu bringen.
Durch den Fluch der Wicca und der daraus resultierenden Schwächung des Ordens der Magier haben Astaroths Armeen leichtes Spiel und erobern Rowan fast vollständig, weshalb auch die Magier schließlich in die Höhlen des Sanktuariums fliehen. Dabei bleibt Mrs. Richter zurück. Max den der Fluch offenbar nur wenig trifft, fügt den Scharen von Vyes zwar einige empfindliche Niederlagen zu, wird aber am Ende dennoch besiegt und zu Astaroth gebracht, in dessen Diensten auch Axel Muñoz steht. Astaroth schlägt vor, dass Max ihm das Buch Toth übergibt, und er dafür seine Geiseln Mrs. Richter und den Schüler Connor Lynch frei lässt und seine Truppen aus Rowan zurückzieht. Max stimmt diesem Handel letztlich mit der Genehmigung der anderen Magier zu.

### Die Rückkehr des Bösen
(Originaltitel: The Fiend And The Forge)
Zu Beginn von Max drittem Schuljahr in mittlerweile wiederaufgebauten Rowan, bekommt die Schule Besuch von Lord Prusias, dem König von Blys. Anlass des Besuchs ist die Unterzeichnung eines Vertrages, zwischen Rowan und Astaroth, welcher Rowan ein eigenes unabhängiges Königreich im Gebiet der früheren Neuenglandstaaten der USA garantiert, sofern sie sich an die 7 Edikte halten, aus denen der Vertrag besteht. Nach der Verkündigung der Edikte demonstriert Prusias seine Macht, indem er mithilfe der Magie seines Spazierstockes an den Klippen Rowans „Gràvenmuir“ eine Art Botschaft der Dämonen errichtet. Dort wird auch der Vertrag mit Astaroth unterzeichnet. Wenige Tage danach beginnt das neue Schuljahr in Rowan, bei dem Max nicht mehr nur Schüler, sondern auch Lehrer ist. Er unterrichtet Agenten und Interessierte in den Kampftechniken wie den Lachssprung, die er in den Sidh gelernt hatte. Kurze Zeit später beginnen sämtliche bedruckten Papiere, Bücher und Fotos zu verblassen, und auch die Erinnerung an Techniken, die jünger als der Buchdruck sind, gehen verloren und verschiedene Arzneien verschwinden. Mithilfe von verzauberten Schreibfedern kann der Inhalt der verblassenden Bücher, sofern er keinen technischen Bezug hat, jedoch gesichert werden.
Einige Wochen späterer erkundet eine Gruppe, zu der neben Max auch Agent Cooper und weitere Agenten gehören, Rowans neues Königreich. Wie bereits vermutet, sind alle Städte verschwunden. Dort begegnet Max einem Dämonen, der gerade einen Jungen jagt und ihn trotz Max Flehen erschießt. Max kann den Dämonen jedoch dazu bewegen, ihm den Toten zu überlassen. Er beschließt den Toten mit dem verblassten Bild seiner Mutter zu begraben. Das Bild hatte ihm sein Vater gegeben, da dieser dieses letzte Bild von Bryn McDaniels, das er noch hatte, nicht achtlos wegwerfen, sondern es an einen schönen Ort vergraben wissen wollte.
Nach ihrer Rückkehr erfahren sie das einige Lehrer und Schüler von Rowan und sogar Angehörige des Roten Dienstes dem Angebot von Lord Prusias folgen wollen, sich als Gebietsverwalter in Blys niederzulassen. Alle die sich dafür entscheiden verlassen Rowan am Halloweenabend an Bord eines königlichen Schiffes. Fast ein Jahr später wird Max Vater von einem Dämonenpfeil schwer verletzt und stirbt, trotz Max Heilungsversuchen, an dieser Verletzung. In der Nacht nach der Beerdigung beschließt Max Rowan zu verlassen und nach Blys zu gehen, um seinen Vater zu rächen. Dafür leiht er sich von den bei der Schmiede lebenden Zwergen das magische Schiff „Ormenheid“, welches dem Zwergenvolk gehört. Er segelt damit im Morgengrauen allein nach Blys. Dort ist jedoch nichts mehr wie früher, denn durch Astaroths Maßnahmen sind sämtliche Siedlungen und Straßen verschwunden und durch Wald ersetzt, sodass Max sich durch diesen Wald schlagen muss. Kurz vor Einbruch der Dunkelheit erreicht er ein Gehöft, dessen Bewohner ihn aber nicht in das Haus einlassen wollen. Daher lässt er sich für die Nacht in der Scheune nieder. Doch mitten in der Nacht wacht er auf und bemerkt, dass sich im Schafstall ein Mädchen befindet, das von den Bewohnern offenbar dort ausgesetzt wurde. Aus dem Brunnen kriecht in diesem Augenblick eine scheußliche Kreatur. Da ihn die Bewohner nicht ins Haus lassen möchten, öffnet er mit Gewalt eines der hinteren Fenster und gelangt so mit dem Mädchen ins Haus. Da das Mädchen offenbar als Opfer für die Kreatur bestimmt war, versucht diese das Haus zu betreten, dabei wird die Kreatur von Max verletzt und zieht sich in den Brunnen zurück. Max folgt ihr in ihr Versteck und tötet sie dort im Kampf mit seinem Gladius. Anschließend verbannt er zwei der drei Erwachsenen vom Hof und bringt diesen mithilfe der Kinder auf Vordermann. Dabei stellt sich auch heraus, dass das Mädchen Mina, welches er vor der Kreatur rettete, vermutlich sogar wie Max über „Alte Magie“ verfügt. Zudem arrangiert sich Max auch mit den Kobolden (im Original: Goblins), welche immer wieder neue Kinder und Nahrung liefern. Einige Wochen später schauen Nix und Valya, ein älteres Ehepaar von einem Hof in der Nähe, auf dem mittlerweile sehr gut laufenden Hof von Max vorbei. Am Abend stellt Max durch Zufall fest, dass es sich bei diesen beiden um Vyes handelt. Sie erzählen ihm aber, dass sie zu einer alten, nicht bösen Art der Vyes gehören, den sogenannten Remus-Vyes. Nix und Valya berichten, dass sie selbst beinahe Rowan besucht hätten, allerdings beim letzten Teil der Potentiellenprüfung gescheitert sind.
Einige Tage später kommt Prusias zufällig beim Hof vorbei und stellt fest, dass Max gegen eines der Edikte verstoßen hat, welches besagt, dass es verboten ist außerhalb von Rowan Personen das Schreiben beizubringen. Prusias zeigt sich nachsichtig und möchte, dass Max mit in seine Hauptstadt, das frühere Rom kommt. Max nimmt das Angebot an und übergibt seinen Besitz, vor allem den Gladius und Ormenheid an Nix und Valya mit der Bitte alles nach Rowan zu transferieren. In der Hauptstadt angekommen wohnt er im Palast von Prusias und kämpft für ihn in einem Anzug, der seine Aura abschirmt, als Bragha Rùn (zu deutsch: der Rote Tot) in der Arena. In seinem letzten Kampf, den er nur sehr knapp gewinnt, tötet er einen seiner Klone aus der Frankfurter Werkstatt, weshalb ihn nun alle Menschen für tot halten. Allerdings zerstreitet er sich anschließend mit Prusias, sodass er in dessen Kerker landet. Dort wird er einmal von Astaroth besucht, der ihm erklärt, dass der Plan Davids ihn auf dem Walpurgisnachttreffen mithilfe eines Giftes aus roten Blumen zu töten zum Scheitern verurteilt sei, da er den Plan bereits kenne und sich gegen das Gift immunisiert habe. Kurz nachdem Astaroth gegangen ist, wird Max von Cooper gerettet, der ihn zu David bringt, der wegen seiner Tätigkeiten gegen Handelsschiffe aus Blys aus Rowan ausgeschlossen wurde. Mit seinem Schützling Maya, dem Smee Toby und Max Schützling Nick wartet David in der Nähe der Hauptstadt. Zusammen fahren sie auf Ormenheid zur Isle of Man, auf der der letzte Fomorianer wohnt. Nur er kann die Gae Bolga neu schmieden, doch erst als sich das Lymrill Nick opfert gelingt es eine stabile Klinge zu schmieden. Da der Riese Max Blut auf die Zöpfe der Morrígan, aus welchen die Waffe mittels Magie hergestellt wurde, tropft, ist zudem gesichert, dass nur Max die Klinge verwenden kann. Nun fahren sie mit Ormenheid nach Rom zurück, wo sie in einem alten Grab Unterschlupf finden, das auch schon zu Zeiten von Solas von Magiern genutzt wurde, während Cooper mit Ormenheid weitersegelt. In diesem Grab bereiten sie alles für die Aktion auf dem Walpurgisnachttreffen der Dämonen vor. So beschwört David eine Dämonin, welche er gefangen nimmt, sodass er und Max als Malakhim verkleidet mit Toby in Gestalt der Dämonin auf die Versammlung gehen können. Während der Vorbereitung stirb auch Davids Schützling Maya, da David ihre Kräfte zu sehr für sich beanspruchte. Schließlich gelangen sie unbemerkt auf das Treffen der Dämonen auf dem Astaroth mit dem Buch Toth auftaucht. Astaroth erklärt er wisse das David Menlo ihn an diesem Abend töten will, enthüllt die Verkleidungen und lässt Mad’raast von dem Gift kosten. Das Gift verfehlt seine Wirkung nicht und vor den Augen der versammelten Dämonen stirbt er. Anschließend erklärt Astaroth, dass er selbst gegen das Gift immun sei und trinkt zur Demonstration alle sechs verbliebenen Giftphiolen aus. Doch völlig unerwartet schwächt ihn das Gift dennoch, sodass ein Teil der Dämonen gierig seine Blicke auf das Buch Thot richten. Diesen Moment nutzt Max, um die Dämonen anzugreifen. Während einige Dämonen sehr schnell fallen, wehrt sich Prusias sehr heftig und nimmt dabei seine Drachengestalt an. Da Max kurz davor steht, ähnlich wie es Cuchulainn gegen Ende erging, zum Monster zu werden, ruft David ihn auf telepathischen Wege zu sich. Max kehrt daraufhin dem Kampf den Rücken und begibt sich zu David und Toby. Schließlich werden sie zusammen mit Davids Mutter, welche als Dienerin von Prusias ebenfalls auf dem Treffen war, nach Rowan teleportiert. Urheber ist ein alter Mann, Davids Großvater. Gemeinsam laufen sie vom Strand Rowans zum Herrenhaus, während David Max erklärt, dass er Astaroth absichtlich wissen ließ, was er plante, sodass er kommen würde und David so seinen Großvater befreien konnte. Der dafür zuständige Trank war das was Astaroth ins Straucheln brachte. Kurz bevor sie das Herrenhaus erreichen wendet sich Davids Großvater Richtung Gràvenmuir und zerstört es, nachdem er auf YaYa dorthin geritten ist. Es handelt sich bei Davids Großvater nämlich um den 1649 in Solas gefallenen größten Zauberer aller Zeiten, Elias Bram.

### The Maelstrom
Einige Monate nach der Zerstörung Gràvenmuirs durch Elias Bram liegt die Xebec, ein Schiff unter dem Banner von Prusias, im Hafen Rowans. Der Grund dafür ist der Gesandte von Prusias Lord Naberius, Keeper of Opal Road and High Ambassador of Blys (Hüter der Opalstraße und Hoher Abgesandter von Blys). Auf einem Treffen in der Founder’s Hall (Gründerhalle), bei dem Max an Coopers Stelle neben Mrs Richter auf dem Steward’s Chair (Stuhl des Verwalters) sitzt, fordert der Gesandte Rowan auf, Prusias ewige Bündnistreue zu schwören, Elias Bram auszuliefern und das Schwert (englisch: sword) des Hundes von Rowan zu übergeben. Auf die Nachfrage, warum nur das Schwert, also die Gae Bolga, erklärt Narberius, dass Max’ Leben sowieso fast beendet sei, da sein Name bereits im Grey Book (zu deutsch: Graues Buch) eingetragen sei und sich daher die Atropos um ihn kümmern würden. Mrs Richter ist nicht bereit diese Bedingungen einfach anzunehmen. Sie erklärt, dass die Auseinandersetzungen in der Walpurgisnacht nicht von Rowan, sondern von David Menlo, der damals, wie man es Gràvenmuir auch gemeldet hatte, offiziell aus Rowan ausgeschlossen war, geplant und ausgeführt worden seien. Zusätzlich war Max auch Champion von Blys, womit die Toten in der Walpurgisnacht lediglich die Folge eines internen Konfliktes sind, was nicht in Rowans Zuständigkeit liegt. Ebenso wurde Gràvenmuir von Elias Bram ohne Zustimmung Rowans zerstört. Darüber hinaus bestehen die Verträge, die Rowan selbst nach ihrer Ansicht nicht gebrochen hat, mit Astaroth und nicht mit Prusias. Es sei allerdings möglich. Gràvenmuir wiederaufzubauen. Die Auslieferung von Elias Bram sei jedoch nur schwer möglich. Schließlich sagt Mrs Richter zu, über die Forderungen nachzudenken, und der Botschafter zieht sich zurück.
Anschließend berichten Mrs Richter und Max Bram, was der Gesandte sagte. Zu den Atropos, bei denen es sich um Killergeister handelt, sagt Bram, dass es die Atropos bei Max besonders schwer haben, da er über keinerlei Familie verfügt, da die Atropos zur Tatausführung meist von Personen Besitz ergreifen, die der zu ermordenden Person nahestehen. Das bekommt Max auch ziemlich bald zu spüren, als Rolf Luger, ein guter Freund aus seinem Jahrgang, versucht ihn umzubringen, aber rechtzeitig von einer Flüchtlingsfrau namens Umbra getötet wird. Mit Davids Hilfe gelingt es, den Atropos zu fangen und ihn in einen silbernen Ring einzusperren, mit der Pflicht, Max vor weiteren Angriffen zu bewahren.
Wenig später begeben sich Max und David mit dem Smee Toby durch einen von Davids magischen Tunneln nach Blys. Dort, so sagen es die, die an jenem Halloweenabend Rowan für Land und Titel verließen, ziehe ein Krieg um die rechtmäßige Nachfolge des seit der Walpurgisnacht verschwundenen und somit vermutlich verstorbenen Astaroth zwischen Prusias (Königreich Blys), Aamon (Königreich Dùn) und Rashaverak (Königreich Jarkün) auf. In Blys gelangen sie mit Toby als Pferd zu dem Bauernhof, auf dem Max das Monster im Brunnen besiegte. Er steht allerdings leer, da er evakuiert wurde, nachdem Max in Prusias Kerkern landete. Hilfe, um nach Piter’s Folly zu gelangen, erhalten sie von einem Goblin, dem Max in seiner Zeit in Blys half. Während der Fahrt passieren sie auch das Kampffeld einer Schlacht zwischen Prusias und Aamon, wobei die meisten Gefallenen zu Prusias Armee gehören. Mithilfe von Spypaper hält David zudem Mrs Richter auf dem Laufenden. Schließlich gelangen sie nach Piter’s Folly zu Madam Petra, einer Schmugglerin, die wegen des Krieges in Schwierigkeiten steckt. Sie versuchen nun herauszufinden, ob die Frankfurter Werkstatt Waffen für einen Angriff von Prusias gegen Rowan entwickelt. Toby nimmt die Gestalt des Vorgesetzten des Goblins an, während sich Max und David als Verkäufer von Schürfmaschinen ausgeben. Madam Petra durchschaut ihre Tarnung und erkennt Max und David. Allerdings weiß sie nichts über eine Waffenproduktion der Werkstatt. Plötzlich gerät der Raum unter Maschinengewehrfeuer, sodass sie mit einer Art Heißluftballon fliehen müssen. Bei den Angreifern handelt es sich, wie Madam Petras Tochter Katarina bemerkt, zumeist um Klone von Max. Dazu weiß Madam Petra, dass die Werkstatt das Klonprogramm zu seiner Person beendete, da sich herausstellte, dass seine Klone extrem gefährlich und nur schwer kontrollierbar waren. Die Flucht im Ballon endet abrupt nahe der Grenze zu Yugas Großherzogtum Holbymm in einem Wald, sodass sie zu Fuß weiter müssen, wobei sie sich vor der Menschenfressenden Dämonin in Acht nehmen müssen. In der Nähe des nächsten magischen Tunnels werden sie erneut von Max’ Klonen attackiert, die sie nur finden konnten, da sie auf unerklärliche Weise an den Kompass herangekommen waren, mit dem Cooper Max in Prusias Verliesen gefunden hatte. Es gelingt Max, die Klone zu besiegen und mit dem Rest der Gruppe durch den Tunnel zu fliehen, welcher wenig später von Yuga vernichtet wird.
In Rowan muss Max ärztlich versorgt werden. Als er sechs Tage später erwacht, erklärt ihm David, dass er eine Menge an extrem starkem Gift aus der Werkstatt in sich gehabt habe, die genügt hätte, um hunderte Menschen zu töten. Nach seiner Entlassung aus der Obhut der Ärzte begibt er sich zu David in die Archive. Dieser forscht gerade zusammen mit Miss Boon an sogenannten Pinlegs, papierähnlichen Objekten mit kryptischen Symbolen, welche die Werkstatt im Auftrag von Prusias herstellt. Um genauere Informationen über deren Funktionsweise zu erhalten, soll Toby – als einer der Arbeiter getarnt – in die Werkstatt eingeschleust werden, während sie den echten Arbeiter befragen wollen. Anschließend besucht Max das Grab seines Vaters und trifft in der Nähe völlig unerwartet auf Astaroth. Als Max fragt, warum Astaroth Prusias nicht Einhalt gebiete, sagt dieser, dass Prusias sich mit seinen Aktionen selbst zerstören werde, warum sollte er sich also diese Mühe machen. Er erklärt Max, dass Elias Bram ihn (Max) für sehr gefährlich halte, da Elias niemanden neben sich duldet. Nachdem Astaroth gegangen ist, redet Max mit David über den Vorfall und fragt ihn, warum Astaroth Bram nicht einfach mit dem Buch Thot auslöscht. David erklärt ihm, dass Elias sich der Macht des Buches entzogen habe, indem er sich, als das Buch in seinem Besitz war, eine neue kleine Welt erschuf, in der er sich einen neuen Namen gab. Seinen ursprünglichen Namen entfernte er anschließend aus dem Buch, denn nur in der Welt, in der ein Wesen erschaffen wurde, kann man das Wesen mit dem Buch wieder auslöschen. Bei einem anschließenden Essen mit mehreren Schülerinnen in einem Lokal erfahren sie aus einem Brief von Connor Lynch, einem guten Freund von Max und David, und ein ehemaliger Schüler Rowans, der in der Halloweennacht nach Blys ging, dass dieser vermutlich „Remus-Vyes“, also Verwandte von Nix und Valya gefunden hat beziehungsweise auf der Suche nach ihnen ist. Von Madam Petra erfahren sie, dass Prusias den Krieg in Europa gewonnen hat und nun Krieg in Rowan droht. Am nächsten Nachmittag lehnt Mrs. Richter endgültig Prusias Angebot ab, wodurch ein Angriff von Prusias auf Rowan sicher ist und Lord Naberius auf der Xebec Rowans Hafen verlässt.
Zur Vorbereitung der Verteidigung werden mehrere Agenten zu Kommandanten ernannt, während sich vor allem Schüler und auch Schützlinge freiwillig als Soldaten melden. So wird Max Kommandant der „Trench Nineteen“, zu der neben dem ehemaligen Küchenoger Bob, auch die mysteriöse Umbra gehören. An einem Abend wird Max von Cooper angegriffen, der von einem Atropos besessen ist, doch Max bekommt Hilfe von einem lebendigen Schatten, der ihn gegen Cooper verteidigt. Cooper gelingt es zu fliehen, während Umbra Max aus dem brennenden Zelt zieht. Anschließend verfolgt sie Cooper, während Max von seinen herbeieilenden Kameraden versorgt wird. Als er wieder erwacht, trifft er unter anderem auf YaYa, die nun nach Cooper sucht, um ihn zu heilen. Am nächsten Morgen sucht Max nach Umbra und eröffnet ihr, dass er wisse, dass sie Scathach ist. Nun muss sie sich offenbaren und erklärt ihm, dass sie nun eine gewöhnliche Sterbliche sei. Sie erklärt, dass ihr Name zu Deutsch „Schatten“ bedeute. Anschließend besucht er zusammen mit Mrs. Richter Elias Bram auf. Dieser erzählt ihm, dass Astaroth kein echter Dämon sei und schon vor langer Zeit immer wieder auftauchte und mit Schamanen und ähnlichen Personen sprach. Erst später wurde er zu dem Dämon, als der er sich heute zeigt. Elias Bram erklärt, dass Max die Ehre habe auf YaYas Rücken in die Schlacht zu reiten, da er sich nicht an der Schlacht beteiligen werde.
Wenig später erfolgt eine Probe für die Schlacht, Gegner dabei sind meist Vyes. Anschließend reden Max und Mrs. Richter mit David, der noch immer an den Pinlegs arbeitet, unter anderem weil die Befragung des Werkstattangehörigen keinen Erfolg brachte. Während der Besprechung kommt David auf die Idee, dass es möglich sein könnte die in den Pinlegs eingeschlossen Wesen ohne den Wahren Namen zu kontrollieren, da es sich bei jenen Wesen in den Pinlegs nur um Teile der Wesen handelt. Mitten in die Besprechung platzt überraschend die Nachricht, dass Sir Alistair tot ist. Plötzlich beginnt die Glocke im Alten Tom, dem Glockenturm Rowans zu läuten. Ein Angriff steht unmittelbar bevor, obwohl jeder glaubte, sie hätten noch zwei Wochen Zeit. Es ist Prusias also gelungen sie zu täuschen. Max reitet auf YaYa so schnell wie möglich zu den äußeren Wällen und versucht sich mit Umbra einen Überblick zu verschaffen. Wenig später beginnt die Schlacht, in der sich Rowan gegen die Massen der Vyes gut verteidigt, während Max mit YaYa in verschiedenen Bereichen kämpft. Teilweise reitet er sogar mit YaYa durch die Luft. Doch dann droht eine ungünstige Wendung, denn die Pinlegs beginnen zu leuchten, was bedeutet, dass die Ankunft der Wesen unmittelbar bevorsteht.
Bei diesen Wesen handelt es sich um sogenannte Dreadnoughts, nichts und niemanden fürchtende Killermaschinen, die, so sagt es Max, wie eine Mischung aus Tier, Dämon und Maschine aussehen. Als Max die Dreadnoughts angreift, erblickt er Prusias hinter den Maschinen. In seinem Zorn beginnt er Astaroth anzurufen, doch David hindert ihn unbewusst daran, indem er ihn in das Kampfgeschehen gegen die Dreadnoughts einbezieht. David gelingt es die Maschinen unter seine Kontrolle zu bringen und in Prusias Armee zu schicken, die gerade dabei ist die Mauern zu überrennen. Anschließend stürzen die Maschinen über die Klippen. Doch die Schlacht ist noch nicht beendet, denn Prusias erhebt sich nun als großer roter Drache mit sieben gekrönten Köpfen aus dem Meer und fordert die Herausgabe von Mrs. Richter, besonders jedoch die von Bram. Mit einem Lichtblitz taucht plötzlich Mina vor Prusias auf, der darüber ein wenig verwundert ist. Doch diese Verwunderung hält nur kurz, denn Mina brennt ihm Rowans Siegel auf alle sieben Köpfe, sodass Prusias über das Meer flieht. Nun taucht Cooper wieder auf und versucht erneut Max zu töten, doch YaYa stoppt Cooper und vertreibt den Atropos aus ihm. Drei Wochen später läuft Max an den Grabsteinen der Gefallenen vorbei. Unter den Toten sind einige Lehrer unter anderem Annika Kraken, die Magielehrerin und Mr. Nolan, der Hüter der Ställe von Rowan. Auch Max Kompanie hatte Verluste zu beklagen. Wenig später platziert Mina in einer großen Zeremonie den Gründerstein, den die Flüchtlinge aus Solas mitbrachten, nahe der Stelle, an der einst Gràvenmuir stand. Mithilfe von Prusias Spazierstock, den sie am Strand gefunden hatte, erschafft David aus diesem Stein den „Túr an Ghrian“ (Sonnenturm), der einst in Solas stand, neu. Einen Monat später segeln David, Max, Toby und Bob mit Ormenheid in Richtung der Isle of Man.

### The Red Winter
In den Witchpeaks (aus Sicht von Dame Hakku) (Prolog)
In den Witchpeaks, dem früheren Himalaya, welches heute im Territorium der Wiccas liegt, taucht ein Wanderer auf, der, um die Tradition zu Ehren, eines der für Männer verbotenen Ossuary (zu Deutsch: Beinhaus) besuchen möchte. Nachdem er sich als Bram zu erkennen gegeben hat, lässt Dame Hakku ihn ein. Als er das Ossuary verlässt fragt sie ihn, wann er wieder kommen werde. Als Antwort löscht er ihre Erinnerung an die Begegnung aus.
In Prusias Palast (aus Sicht von Prusias) (Kapitel 1)
Dr. Wyle, ein Genetiker aus der Werkstatt, und Dr. Hayden, ein weiterer Angestellter der Werkstatt treffen sich mit Prusias. Sie erklärt Prusias, dass die Dreadnoughts nicht wegen der Biologischen Komponente scheiterten, sondern weil es einem Magier gelang den Geist zu kontrollieren. Darüber hinaus erklären sie, dass Prusias eine größere Flotte benötige, da Rowan seinerseits eine Flotte aufbaut, und zusätzlich mit einigen braymas (Verwalter) von Blys Verträge schließt. Wenig später Bitten einige braymas Prusias, etwas gegen Yuga zu unternehmen, da dieser immer wieder in ihre Territorien einfällt. Prusias lehnt ab, da Yuga für ihn ein perfekter Flankenschutz ist. Auf dem Weg zu seinen Gemächern begegnet Prusias den gescheiterten Atropos und ihrem handler, bei dem es sich wohl um ihren Aufseher handelt. Diesen erklärt er, dass es unmöglich ist, Max McDaniels mit einer gewöhnlichen Waffe (englisch: mortal weapon) zu töten. Erst wenn er einen seiner Geis verletzt, wird er zum gewöhnlichen Sterblichen. Das Problem dabei ist aber, dass seine Geis wie sein wahrer Name verbogen sind. Doch Prusias verfügt über eine andere Waffe, welche er außerhalb seiner Hauptstadt lagert. Darüber hinaus wird Mina, Rowans neue Aszendentin, nun in das Grey Book eingetragen. In seinen Gemächern fragt ihn sein Diener der Imp Mr. Bonn, ob Prusias ihm koukeros gewähren könne. Prusias erklärt ihm, dass er ihm dies während des Krieges nicht erlauben werde, es aber nach dem Krieg möglich wäre.

## Personen
Hier werden alle wichtigen auch nichtmenschlichen Personen aufgelistet. Ist eine Person unverändert aus der Mythologie übernommen, wie beispielsweise Cuchulainn, so wird sie hier nicht aufgeführt.

### Mitglieder der Rowan Akademie
Max McDaniels
Er ist der Sohn von Bryn McDaniels und Lugh dem Langhändigen und damit Halbbruder Cúchulainns, der auf eine ebenso mysteriöse Art gezeugt wurde. Aufgrund dieser Verwandtschaft wird Max auch als Hund von Rowan bezeichnet. In der Welt der Menschen gilt jedoch Bryns Mann Scott McDaniels als Vater. Als er am Beginn des ersten Bandes nach Rowan kommt, ist Max zwölf Jahre alt. Nach seiner Reise in die Sidh weicht sein nominelles Alter (also die Zeit die seit seiner Geburt vergangen ist) von seinem tatsächlichen Alter erheblich ab, da die Zeit in den Sidh anderen Gesetzen als auf der Erde folgt. Rowans Aufmerksamkeit erhält er als ihm im Chicagoer Kunstmuseum ein Wandteppich den Táin Bó Cuailnge zeigt. In Rowan lernt er auch seinen besten Freund David Menlo kennen. Ebenso beginnt er dort die Feindschaft zu Alex Muñoz. Trotz dieser Feindschaft versucht er Muñoz letztlich erfolglos aus Marley Augurs Krypta zu retten. Im zweiten Band treten einige Ähnlichkeiten zu Cúchulainn zutage, welche aber im Deutschen aufgrund der Übersetzung teilweise nicht so deutlich sind. So wird Max in den Roten Dienst (englisch: Red Branch) aufgenommen, während Cúchulainn einst der Kriegervereinigung von Roten Zweig (englisch: Red Branch warriors) angehörte. Ebenso trägt Max Cúchulainns Speer, die Gae Bolga. Darüber hinaus wird er wie sein Halbbruder von Scáthach unterrichtet und lernt bei ihr unter anderem den Lachssprung, welchen auch Cúchulainn lernte. Eine weitere Ähnlichkeit tritt bei der Schlacht gegen Astaroth auf. So sind Rowans Magier durch den Fluch der Wiccas geschwächt, während Max selbst davon kaum betroffen ist und einige Vyes töten kann, welche er zur Abschreckung an die Bäume hängt. Ähnlich ging es Cúchulainn in der Sage über den Rinderraub von Cooley. Ulsters Krieger waren von einem Fluch geschwächt, nur er war in der Lage zu kämpfen und besiegte diverse Connachter Helden. Im Unterschied zu Cúchulainn verliert Max aber am Ende.
Nach dem Tod seines Vaters geht Max nach Blys um sich am dafür verantwortlichen Dämonen zu rächen. Dort rettet er auf einem Bauernhof Mina vor jenem Monster dass aus dem Brunnen kriecht und bringt den Hof nach der Verbannung von zwei der drei Erwachsenen auf Vordermann. Auf drängen von Isabella, der letzten verbliebenen Erwachsenen, verstößt er sogar gegen das dritte Edikt und lehrt sie und die Kinder lesen und schreiben. Als Prusias dies bei einem Besuch entdeckt, zeigt er sich gnädig und sieht, solange Max für ihn als Bragha Rùn (zu Deutsch: der Rote Tod) in der Arena kämpft.
Da Max die zentrale Figur der Reihe ist, wird die Geschichte meist aus seiner Perspektive erzählt. Am Ende des 5. Bandes geht er schließlich in die Sidh, wo er auch seine verstorbenen Eltern und die kurz zuvor verstorbene Scáthach wiedersieht.
Bryn McDaniels/Deirdre Fallow
Ihr ursprünglicher Name lautet Deirdre Fallow. Nach ihrem Abschluss in Rowan legte sie ihre alte Identität ab und kehrte als Bryn in die normale Welt zurück, wo sie Scott McDaniels heiratete und ihren Sohn Max zur Welt brachte. Auf Anraten des Halbhellsehers Peter Varga, ein Bekannter aus ihrer Zeit in Rowan, begab sie sich als die Möglichkeit bestand in die Sidh, um dort ihrem Sohn, der dort irgendwann verloren gehen sollte, beizustehen. Da dies erst 11 Jahre nach ihrer Reise dorthin geschah, starb sie, kurz nachdem sie mit Max und David aus den Sidh zurückgekehrt war, aufgrund ihres hohen tatsächlichen Alters, obwohl sie nominell erst 41 Jahre alt war.
David Menlo
Er ist Max Zimmergenosse und guter Freund und zugleich ist er der Enkel von Elias Bram, obwohl dieser 400 Jahre vor ihm lebte. Aufgrund dieser Abstammung ist er ein extrem guter Magier und eine der Personen, von denen bekannt ist, dass sie das Buch Thot nutzen kann. Seine Mutter ist Brams Tochter Emmer, wer sein Vater ist, bleibt am Ende im Dunklen. Bekannt ist nur, dass Davids Vater ein Dämon ist, da David selbst ein Halbdämon ist. Darüber hinaus wird er nach dem Tod von Mrs. Richter Direktor von Rowan und leitet daher auch am Ende des 5. Bandes die Verhandlungen zum Red Winter Treaty.
Elias Bram
Er kam am Ende des 16. Jahrhunderts als schiffbrüchiger Waise nach Solas und erreichte als zwanzigjähriger und damit als jüngster überhaupt den Solas’s Gwydion Chair of Mystics. Später heiratete er seine Geliebte Brigitte, obwohl diese von ihrem Vater Brams Freund Marley Augur versprochen war. Nach dem Fall von Solas 1649, bei dem auch er gefallen war, wurde er von Astaroth in sich aufgesogen. Auf dem Walpurgisnachttreffen der Dämonen etwa drei Jahre nach der Erlangung der Weltherrschaft durch Astaroth wurde er durch David Menlo, den Sohn seiner Tochter Emmer, mit einem speziellen Trank aus Astaroth befreit, teleportierte sich anschließend mit seiner Tochter, David Menlo, Max McDaniels und dem Smee Toby nach Rowan und zerstörte dort Gràvenmuir. Die darauf folgende Zeit verbrachte er mit der Erforschung Astaroths, während ihn Rowans Angelegenheiten kaum interessierten. Aufgrund seiner überragenden magischen Fähigkeiten und der Tatsache, dass bis auf Mina keiner nach ihm nur annähernd seine Fähigkeiten besaß, wird er auch als der letzte Aszendent bezeichnet.
Nach der Ansicht von Max McDaniels ist Bram weder tot noch am Leben, da zwar sein Apfel golden ist, er aber dennoch lebendig ist und auch die Bezeichnung untot nicht wirklich passt. Im kurz vor dem Ende des 5. Bands wird er schließlich durch eine List von Astaroth im Tartarus gefangen genommen und schließlich von diesem verschlungen.
Mina
Als sie im 3. Band erstmals auftritt, ist sie (nach Max’ Schätzung) nicht älter als 6 Jahre und ein unauffälliges schüchternes Mädchen. In der Nacht nach Max Ankunft auf dem Bauernhof in Blys wird sie von den Erwachsenen des Hofs als Opfer für das Monster im Brunnen im Schafgehege ausgesetzt. Von dort wird sie von Max gerettet, der das Monster wenig später tötet. Wenig später erkennt Max, dass Mina eindeutig eine Potentielle ist. Nachdem Max sich mit Prusias zerstritten hat, flieht sie nach einer Warnung von Mr. Bonn mit den übrigen Bewohnern des Hofs zunächst ins Haus von Nix und Valya und später mit Coopers Hilfe nach Rowan, wo sie entgegen der Edikte als neue Schülerin aufgenommen wird. Im 4. Band manifestiert sich, dass sie nicht nur wie Max es erkannte eine Potentielle, sondern auch eine Aszendentin ist. Nach Brams Rückkehr lebt sie mit David, dessen Mutter und Bram in dessen Gemächern und bezeichnet ihn als Uncle Lias. Am Ende des vierten Bandes teleportiert sie sich direkt vor Prusias und brennt ihm Rowans Siegel auf die sieben Köpfe. Nach dem Sieg Rowans über Prusias trägt sie den Gründerstein zu der Stelle, wo David aus diesem den Túr an Ghrian neu entstehen lässt. Am Beginn des fünften Bandes wird sie von Prusias ins Grey Book eingetragen und wird somit zum Ziel der Atropos. Ebenfalls im 5. Band stellen Max und David durch Zufall fest, dass Mina die sogenannte Faeregine
 Mrs. Gabriele Richter
Sie ist die Direktorin der Rowan Akademie. Aus dieser Position wird sie im zweiten Band durch einen Putsch des Roten Dienstes entfernt, da Commander Vilyak der Ansicht ist, sie sei nicht in der Lage Frieden mit den Wiccas und Astaroth zu schließen. Bei der Schlacht um Rowan am Ende des zweiten Bandes bleibt sie versehentlich zurück, sodass sie mit Connor Lynch zusammen das Pfand bildet, welches Astaroth herausgeben möchte, wenn Max ihm das Buch Toth übergibt. Nach dem Abzug Astaroths wird sie wieder als Direktorin eingesetzt. Ebenso ist sie in der Schlacht gegen Prusias am Ende des vierten Buches die Anführerin der Streitkräfte. Sie stirbt schließlich im 5. Band während einer Schlacht durch Gift. Ihr Nachfolger ist David Menlo.
Peter Varga/Ronin
Er ist ein Halbhellseher, so weiß er zum Beispiel, dass Max in den Sidh verloren gehen wird, weiß aber nicht dass dies erst 11 Jahre später geschehen wird. Darüber hinaus folgt er Max aufgrund dieser Fähigkeit ins Kunstmuseum und bringt ihn dazu in den Raum mit dem Wandteppich zu betreten, da Max sich aufgrund seines Aussehens vor ihm fürchtet. Bei einer weiteren Begegnung in Rowan stellt er sich Max als Ronin vor. Da Mrs. Richter von der Begegnung erfährt, erklärt sie, dass jener Mann Peter Varga heiße und aus Rowan ausgestoßen worden sei. Als Max in Marley Augurs Krypta ist, eilt Ronin ihm ebenfalls zu Hilfe, wird dabei aber schwer verletzt, dass er später häufig im Rollstuhl unterwegs ist. Aufgrund seiner Hilfe wird er aber wieder in Rowan aufgenommen, von wo er aus nicht genannter Ursache einige Jahre zuvor ausgeschlossen wurde. Zudem tritt er als Ersatz für Vilyak im dritten Band in den Roten Dienst ein.
YaYa
Sie ist ein Ki-rin mit schwarzem Fell und mit über 400 Jahren, das älteste in Rowan lebende Wesen, weshalb sie auch als große Matriarchin von Rowan bezeichnet wird. Sie lebte bereits in Solas und verlor im Kampf um Solas 1649 ihr Horn. In Rowan döst sie häufig im Sanktuarium. In der Schlacht gegen Prusias ritt Max McDaniels auf ihr. Anschließend heilte sie mit dem was von ihrem Horn übrig ist Cooper von Atropos, der ihn beherrschte. Sie stirbt schließlich am Ende des 5. Bandes nach dem Sieg über Astaroth auf dem Ymir.
Mum
Bea Shorpe, genannt Mum, ist eine bekehrte Hexe. Bekehrt bedeutet hier, dass sie bei der sogenannten „Schnüffelzeremonie“ alle Neulinge beschnuppert und sie so jene Personen merkt die sie nicht anrühren darf. Da dies allerdings nicht für die Vye gilt, welche im ersten Band gefangen wurde, stellt sie die Frage, ob sie diese essen darf, denn offenbar kann sie Vyes nicht leiden. Gleiches gilt für Wiccas. Ob diese Abneigung allerdings alle Hexen teilen, ist unklar. Mum arbeitet zusammen mit dem Oger Bob in der Schulküche, in der sie in einem Schrank lebt. Im zweiten Buch der Reihe bekommt sie Besuch von ihrer Schwester Bellagorg, welche sie nicht so sehr mag. Mum wird von ihrer Schwester dazu gezwungen ihr dabei zu helfen Jesper Rasmussen in einen Topf zu stecken und zu kochen. Durch Max McDaniels eingreifen kann Rasmussen vor dem Tod bewahrt werden. Bei der folgenden Gerichtsverhandlung gesteht Mum die Tat und erhält, im Gegensatz zu ihrer Schwester, die die Tat leugnetet und daher verbannt wird, eine Art Probezeit. Allerdings wird sie von ihrer Schwester mit Hexenrecht gezwungen ihr in die Verbannung zu folgen, wo sie mit ihrer Schwester ein Seifenunternehmen eröffnet. Im 5. Band kehrt sie schließlich nach Rowan zurück, nachdem sie der Oger Bob durch eine List aus der durch das Hexenrecht bedingten Abhängigkeit von ihrer Schwester befreit hat.
Agent William Cooper
Er ist langjähriges Mitglied des Roten Dienstes und reiste in dieser Funktion zur Isle of Man um den dort lebenden letzten Fomorianer zu bitten die Gae Bolga zu reparieren. Doch statt der Hilfe fügte der Fomorianer Cooper schwerste Verletzung zu, sodass Coopers kompletter Kopf von Narben überzogen ist. Gerettet wurde Cooper durch Señor Lorca aus Salamanca. Im 4. Band ergreift ein Atropos Besitz von ihm, sodass er zwei Mal zu Rowans Glück erfolglos versucht Max McDaniels zu töten. Nach dem zweiten Angriff treibt YaYa ihm den Atropos aus. Nach der anschließenden Genesung beschließt er seine Geliebte Hazel Boon zu heiraten.

### Mitglieder des Roten Dienstes
Señor Antonio Lorca
Er wurde im März des Jahres geboren, „als Napoleon in sein Land einmarschierte“, also 1808. Nach seinem Abschluss in Rowan war er 140 Jahre Agent des Roten Dienstes und Freund von William Cooper, den er vor dem Fromorianer auf der Isle of Man rettet. Als Cooper, Miss Boon, Max dessen Vater und David über Spanien nach Frankfurt reisten, fanden sie bei ihm und seiner Frau Maria in Salamanca Unterschlupf. Bevor diese Gruppe weiterzog, besorgte Lorca gefälschte Pässe, übertrug das Zeichen des Roten Dienstes auf Max, der wie Lorca im März geboren ist, und stellte anschließend ihre Flucht sicher, wobei er wahrscheinlich starb. Er war zu diesem Zeitpunkt bereits über 200 Jahre alt.
Commander Yuri Vilyak
Yuri (so im englischen Original, im deutschen manchmal auch Juri oder Yury) Vilyak war viele Jahre Chef des Roten Dienstes und Amtsvorgänger von Gabriele Richter als Direktor von Rowan. Da diese aus seiner Sicht unfähig war, Frieden mit Astaroth und den Wiccas zu schließen, setzte er sie durch einen Putsch des Roten Dienstes ab. Allerdings waren auch seine Verhandlungen erfolglos, sodass Rowan von Astaroth überrannt wurde. Da er dabei sogar die noch auf dem Campus befindlichen Personen aus dem Sanktuarium aussperrte, wurde er schließlich von Cooper des Amtes als Leiter des Roten Dienstes enthoben. Am darauffolgenden Halloweenfest verließ er Rowan auf einem Schiff von Prussias, um in Blys Land und Titel zu erhalten.

### Mitglieder der Frankfurter Werkstatt
Jesper Rasmussen
Er ist der Leiter der Frankfurter Werkstatt. Darüber hinaus hilft er durch eine scheinbare Entführung von Max, dessen Vater und David Rowan den Fluch der Wiccas vorerst zu umgehen. Auch nach der Umgestaltung der Welt durch Astaroth behält er unter der schützenden Hand von Prussias den Posten als Leiter der Werkstatt.

### Astaroth

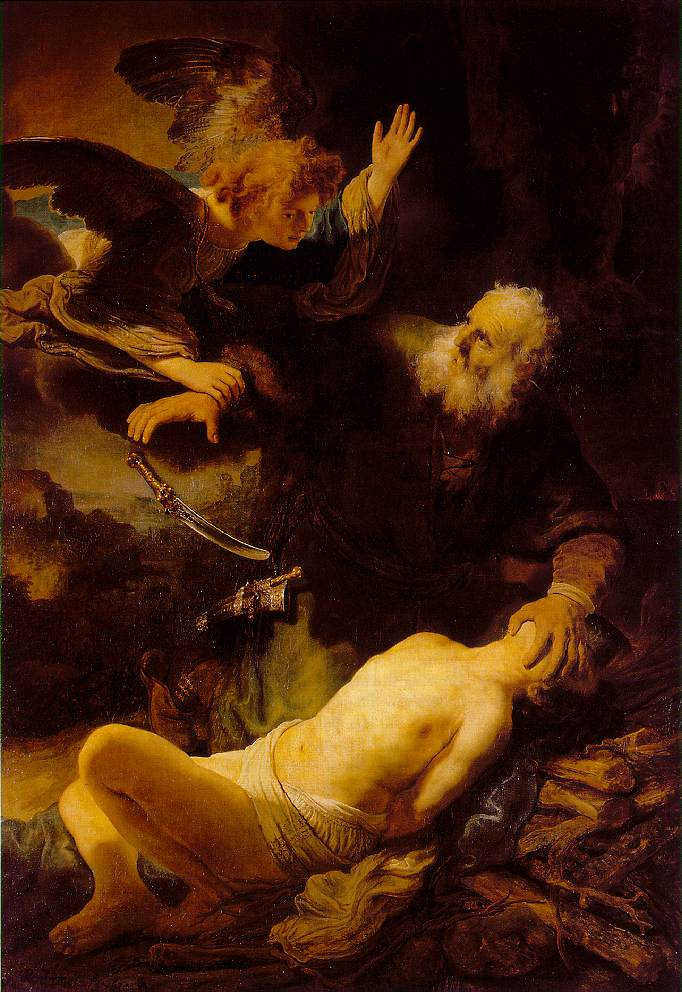
Der Rembrandt, in dem Astaroth etwa 400 Jahre eingesperrt war

Er ist der oberste Anführer der Dämonen. Nach Brams Aussage ist Astaroth kein Dämon, da Dämonen erst ab dem Mittelalter auftreten, während Astaroth bereits erheblich früher in der Menschheitsgeschichte auftauchte und daher sehr alt sein muss. Bram vermutet, dass Astaroth seine Dämonenrolle nur spiele. Seine Ursprünge waren aufgrund seines Alters schwer zu klären, liegen aber in einer anderen Welt. Astaroth wird als sehr weise beschrieben, sodass er früher häufig beschworen wurde. Zusammen mit seinen Anhängern eroberte und zerstörte er alle Magierschulen. 1649 fiel mit Solas die letzte Schule. Dort saugte Astaroth Elias Bram in sich auf und rekrutierte dessen gefallenen Freund Marley Augur. Allerdings wurde Astaroth anschließend besiegt und in Rembrandts Gemälde Opferung Isaaks eingesperrt. Im Verlauf des ersten Buchs wird bekannt, dass einige Bilder, darunter auch dieses, gestohlen wurde. Verantwortlich dafür sind Astaroths Anhänger, die zu diesem Zeitpunkt von Marley Augur angeführt werden. In seiner Krypta in Irland wird Astaroth mithilfe eines magischen Serums, das auch das Blut von Max McDaniels enthält, befreit. Nach seiner Befreiung beginnt Astaroth die Weltherrschaft an sich zu reißen. Er initiierte durch gefälschte Unterlagen die Suche nach dem Buch Thot, da er es an seinem Aufbewahrungsort nicht erreichen konnte. Dadurch, dass Max das Buch aus seinem gläsernen Gefängnis unter dem Burgh na Boinne befreit, kann Astaroth nun an das Buch heran. Er wird allerdings von Max durch Lughs Speer verletzt. Zudem zerstört David durch das von ihm gelegte Feuer das Portal nach Rowan. Da in Rowan die Friedensbemühungen scheitern, greif Astaroth an und kann Rowan fast besiegen. Auch Max, der sich tapfer verteidigt, verliert letztlich und übergibt widerwillig das Buch Thot mit dessen Hilfe Astaroth, die Welt, wie er es ausdrückt zum Paradies macht und die Menschheit rettet, da sie seiner Ansicht nach ein oder zwei Generationen vor der Selbstauslöschung stand. Der Preis dafür ist eine Herrschaft der Dämonen und eine Welt ohne die Technologie, die seit dem Buchdruck erfunden wurde aber auch ohne die Folgen diverser Umweltkatastrophen. Aus dem Dämonen wird auch durch Propaganda der Große Gott. Doch in der Walpurgisnacht etwa zwei Jahre nach der Machtübernahme erleidet er durch David Menlo eine empfindliche Niederlage. Er muss Bram freigeben und wird zusätzlich geschwächt. In die folgenden Kriege greift er nur indirekt ein, vor allem indem er Max McDaniels anbietet, ihnen beizustehen, wenn Elias Bram, den er mit dem Buch nicht kontrollieren und auslöschen kann, dafür ausgeliefert wird. Die Figur im Buch ist an den Dämonen Astaroth aus dem Lemegeton Clavicula Salomonis (zu Deutsch: Schlüsselchen Salomons), ein aus 5 Bänden bestehendes Grimoire aus dem 17. Jahrhundert zu dem unter anderem die Ars Goetia gehört, angelehnt.

### Astaroths Gefolge
Marley Augur
Ursprünglich war Marley Augur Schmied von Solas und Freund von Elias Bram. Brams spätere Frau Brigitte war von ihrem Vater zunächst an Marley versprochen worden. Nach dem Fall von Solas trat er als Untoter auf die Seite von Astaroth über. Während der Gefangenschaft Astaroths war er zudem der Anführer von Astaroths Anhängern. Somit war er der das mächtigste ehemals menschliche Wesen in Astaroths Gefolge. Er war auch für die Befreiung Astaroths verantwortlich, die schließlich in einem unterirdischen Raum, welcher von Rowan als Marley Augurs Krypta bezeichnet wird, in Irland stattfindet, da Marley offenbar kein Tageslicht verträgt. Seinen letzten Auftritt in der Welt der Lebenden hat er, als Max Astaroth das Buch Thot überreicht. Im 5. Band begegnet Max im zusammen mit Bram im Tartarus, den Marley anschließend verlassen kann, da er, nachdem Bram ihm gesteht, dass Brigitte eigentlich immer ihn (Marley) liebte, Bram vergeben kann.
Alex Muñoz
Er war zunächst ein Schüler Rowans, der, als Max McDaniels nach Rowan kommt, bereits Zweitklässler ist. Im Verlauf des Schuljahres kommt es mehrfach zum Streit zwischen Max und Alex, sodass schließlich beide den Rumpf der Kestrel schrubben müssen. Aber auch hier setzt sich der Streit fort und mündet in einen Kampf der von Vyes zu Entführung beider in Marley Augurs Krypta in Irland genutzt wird. Da Alex Blut offenbar das falsche ist, wird er mit einem Trank betäubt. Schließlich tritt er auf die Seite Astaroths über und wird einer der wichtigsten Helfer bei der Eroberung der Welt. Währenddessen verändert sich seine Hautfarbe von der normalen menschlichen Hautfarbe zur für Dämonen typischen bläulichen Hautfarbe. Diese Verwandlung ist schließlich im dritten Band bei seinem für lange Zeit letzten Auftreten abgeschlossen. Erst im letzten Band tritt er erneut auf, wobei er erst am Ende des Buches als Alex erkannt wird, da er zu Beginn des Buches nicht als Alex, sondern als nicht genauer vorgestellter 'handler' der Atropos agiert.
Lord Prusias
Er ist ein Dämon und wurde einst auch von Elias Bram beschworen, der ihn dabei so sehr verletzte, dass Prusias seitdem auf einen Gehstock angewiesen ist. Warum Bram ihn verletzte, ist strittig. Durch Astaroths Weltumgestaltung wird Prusias zum König des Königreichs Blys und Großherzog des Großherzogtums Blys. Er ist auch derjenige, den Astaroth nach Rowan schickt, um dort den Vertrag mit Rowan zu unterschreiben, der Rowan ein eigenes Königreich zusichert sofern sie sich an die Edikte halten. Diese Edikte nimmt Prusias selbst nicht so erst, so betreibt er unter anderen wegen seiner Technikbegeisterung die Frankfurter Werkstatt weiter, obwohl diese den Edikten gemäß geschlossen werden müsste. Ebenso ist er bereit über den Ediktbruch von Max McDaniels hinwegzusehen, wenn dieser für ihn als Bargha Rùn (Roter Tot) in der Arena in der Hauptstadt von Blys, dem früheren Rom, kämpft. Eine offene Rebellion wagt Prusias jedoch erst, als Astaroth auch Monate nach dem Walpurgisnachtdebakel nicht wieder aufgetaucht ist. Er erklärt ihn für Tod und beginnt gleichzeitig damit, sich den Posten des Oberchefs unter den Nagel zu reißen. Allerdings sind Lord Aamon und Lord Rashaverak, der König von Jarkün, nicht bereit sich Prusias unterzuordnen, sodass er einen Krieg beginnt, an dessen Beginn er mehrere schwere Niederlagen erleidet. Den Krieg gewinnt er dennoch, sodass er sich nun, ausgestattet mit Waffen aus der Werkstatt, insbesondere mit Pinlegs/Dreadnoughts, gegen Rowan wendet. Trotz dieser Waffen erleidet er eine Niederlage, sodass Prusias selbst als großer Roter siebenköpfiger Drache vom Meer aus nach Rowan kommt und die Auslieferung Brams fordert. Nun erleidet er eine persönliche Niederlage, denn Mina brennt Prusias Rowans Siegel auf alle sieben Köpfe. Daher muss er sich zurückziehen und lässt dabei seinen Spazierstock zurück, dessen große Macht aus der Tatsache rührt, dass in ihm eine Seite des Buches Thot steckt. Im 5. Band muss er eine weitere Niederlage einstecken, da seine Gestalt des Großen Roten Drachen von Max vernichtet wird. Darüber hinaus verliert er durch den Red Winter Treaty sein Königreich, erhält aber für seine Hilfe zum Sieg über Astaroth ein neues Königreich am Grund des Ozeans. Eine weitere Niederlage für Prusias ist die Erfüllung des Versprechens seinen Diener Mr. Bonn Koukerros zu gewähren.
Lord Aamon
Lord Aamon ist ein Dämon und der engste Vertraute Astaroths. Seinen ersten Auftritt hat er am Ende des 2. Bandes als Vertreter Astaroths der mit Vilyak erfolglos verhandelt. Nach der Übernahme der Weltherrschaft durch Astaroth erhält er Dùn als Königreich, welches wegen seiner Abneigung gegen Menschen menschenleer ist. Die einzigen bekannten Bewohner sind die Wiccas, in deren Territorium Menschen als Sklaven leben. Als Prusias am Beginn des 4. Buches Astaroths Posten als Anführer der Dämonen für sich beansprucht, leistet Aamon ebenso wie Rashaverak, der König von Jarkün, Widerstand und zieht gegen Blys in den Krieg. Da er diesen Krieg verliert, wird er von Prusias gefangen genommen. Sein weiteres Schicksal ist ungewiss.
Yuga
Yuga, auch Patient Yuga (zu deutsch: Geduldige Yuga) genannt, ist die menschenfressende und nur als alles zerstörender Wirbelsturm auftretende Großherzogin von Holbymm. Sie dehnt ihr Territorium während des Krieges im 4. Buch aus und fällt auch im 5. Buch immer wieder in benachbarte Großherzogtümer ein, worüber sich die dortigen Braymas bei Prusias beschweren. Dieser ignoriert die Beschwerden mit der Begründung, dass Yuga der perfekte Flankenschutz sei, da so kein Wesen aus dieser Richtung Blys angreifen kann. Seine Form erhielt sie durch einen Verrat. Wie Mr. Bonn es erzählte, war sie eine sehr treue Dienerin, sodass sie von ihrem mächtigen Gebieter am Anfang jedes Jahrhunderts Koukerros in Aussicht gestellt bekam, woran sich der Gebieter aber niemals halten wollte und den Koukerros zum Ende des Jahrhunderts wegen angeblicher Fehler verweigerte. So wurde sie wütend und plante mit den Feinden ihres Gebieters, eine Verschwörung, durch die sie von diesen Dämonen im Austausch gegen ihren Herrn Koukerros erhalten sollte. Es gelang ihr ihre gierigen Mitverschwörer dazu zu überreden ihr bereits vor der Auslieferung Koukerros gewähren, wodurch sie vom Imp zum richtigen Dämon wurde. Sie hatte aber zuvor für Zwietracht unter den Feinden gesorgt, sodass sich diese nach der Ermordung von Yugas Gebieter gegenseitig bekämpften und schwächten. Diese geschwächten Dämonen nutzte sie um weitere Koukerros durchzuführen, und so selbst zu einem mächtigen Dämonen zu werden. Dies führte letztlich dazu, dass sie zu einem gigantischen Wirbelsturm wurde. Im 5. Band gelingt es Mina mit Yuga Kontakt aufzunehmen und sie dazu zu bewegen Rowan im Kampf gegen Astaroth zu unterstützen.

### Bewohner der Sidh
Lugh der Langhändige
Er ist der Hochkönig der Tuatha De Danaan und lebt in seiner Burg Rodrubân in den Sidh. Er ist der leibliche Vater von Max McDaniels und Cuchulainn, die er auf ungeklärte Art und Weise mit sterblichen Frauen zeugte. Auf seine Anweisung hin wird Max wie sein Halbbruder und andere Helden von Scáthach trainiert. Lugh tritt nur im zweiten Band auf. Die Person aus dem Roman ist dem mythologischen Vorbild sehr ähnlich.
Scáthach
Sie ist eine alte Kriegerin und Trainerin vieler Helden wie beispielsweise Cuchulainn. Sie war ursprünglich eine sterbliche schottische Kriegerin von der Isle of Skye, wurde aber von Lugh wiedererweckt und zu einer unsterblichen Frau. Dabei erhielt sie den Namen Scáthach was übersetzt Schatten bedeutet. Auf Anweisung Lughs trainierte sie Max McDaniels als dieser auf der Suche nach dem Buch Thot mit David Menlo in den Sidh weilte. Zum Abschied schenkte sie ihm eine Brosche, durch die er, wenn er dem Tod nahe sein sollte, zur Heilung in die Hallen seines Vaters in den Sidh kommt. Auf Lughs Anweisung hin sucht sie nach Max als dieser nach Blys geht und findet ihn in Prusias Arena. Im vierten Buch wird sie erneut zu Max geschickt, als Lugh erfährt, dass die Atropos hinter Max her sind. Allerdings darf sie nicht zu erkennen geben, weshalb sie als Flüchtling Umbra (lateinisch für Schatten) Max beschützt. Nachdem er schließlich ihre Identität aufdeckt wird sie wieder zur gewöhnliche Sterblichen und beschließt nach der Schlacht gegen Prusias in den Roten Dienst einzutreten. Im 5. Band stirbt sie schließlich nach einem Kampf gegen Max Klone und kehrt auf einem unbekannten Weg in die Sidh zurück. Sie ist ebenso wie Lugh an die mythologische Figur Scáthach angelehnt.

### Weitere Personen
Nix und Valya
Sie sind Remus-Vyes und wurden sogar fast in Rowan aufgenommen scheiterten aber im letzten Teil des Potentiellentests. Sie leben auf einem Hof in den Apenninen, in der Nähe des Hofs auf dem Max McDaniels die Kreatur im Brunnen besiegt. Sie übernehmen auch die Verwaltung des Hofs, als Max den Hof nach Prusias Besuch verlässt. Als Max in Prusias Kerkern landet, verstecken Nix und Valya die Bewohner des Hofes auf ihrem Hof.
 Der letzte Fomorianer
Er besitzt mehrere Augen und ist etwa 20 Meter groß und lebt auf der Isle of Man, welche von seinem Volk als Ellan Vannin bezeichnet wird. Er ist Sohn von Elathan, einem Großonkel Lughs und Bruder Balors, des Fomorianerkönigs, der von seinem Enkel Lugh in der zweiten Schlacht von Mag Tuired ermordet wurde. Als Cooper den letzten Fomorianer aufsucht um die Gae Bolga zu reparieren, verletzt dieser Cooper schwer. Erst als David, Max McDaniels und Cooper vorbeikommen schmiedet für Max McDaniels, den er als Bruder Cuchulainns und seinen Cousin erkennt, die Gae Bolga neu, wobei er ihm offenbart, dass jene Waffe aus den Zöpfen der Morrígan besteht. Er erhält von David das Versprechen, dass dieser ihm, wenn er über das Buch Thot verfügt, einen Namen geben will, da dieser Fomorianer keinen Namen hat. Aufgrund seiner herausragenden Fertigkeiten im Umgang mit Alter Magie gelingt es ihm zudem die Schnittwunde auf Max Rücken, welche die Klone mit Seths Messer verursacht haben, zu verschließen und erklärt ihm zudem was seine geasa sind. Zudem unterstützt er Rowans Armee in der Schlacht um Blys, wobei er schwer verwundet wird. Im Anschluss daran erhält er von David einen Namen und wird schließlich mit seinem Einverständnis von Max getötet. Der Grund dafür ist, dass die Wunden ihm nur Schmerzen zufügen ihn aber nicht töten können, da er aus Alter Magie besteht, weshalb er auch nur mit Alter Magie beziehungsweise mit damit erschaffenen Waffen getötet werden kann.
Dame Mala und Dame Mako
Dame Mala und Dame Mako sind Wiccas. Dame Mala ist die Wicca, die zu Beginn von Max’ zweitem Schuljahr in Rowan, im Namen ihres Volkes die Schule auffordert Brams Eid zu erfüllen. Sie ist auch in der Kutsche mit der Astaroth zur Frankfurter Werkstatt fährt. Bei den Verhandlungen mit Commander Vilyak ist Dame Mako anwesend. Nach dem Scheitern der Verhandlungen spricht sie den Fluch der Wicca aus, welcher Rowans Magier schwächt.

## Regionen und Orte
Hier werden die wichtigsten Regionen und Orte aufgeführt. Abweichende englische Bezeichnung stehen in einer Klammer dahinter.

### Solas
Solas war im Mittelalter die größte Magierschule der Welt. Sie befand sich in Irland. Bekanntestes Gebäude ist der „Túr an Ghrian“ (Sonnenturm), in dem der Solas’s Gwydion Chair of Mystics stand, welchen Elias Bram bereits mit 20 Jahren erreichte. 1649 wurde Solas durch Astaroths Truppen zerstört, die Überlebenden flohen mit der Kestrel in die Neuenglandstaaten der USA und gründeten dort Rowan. Einziges Relikt von Solas war der Gründerstein, der in Rowan als Auszeichnung vergeben wurde. Aus diesem Stein schuf David Menlo mit dem Spazierstock von Prusias nahe dem Ort, an dem jener Gràvenmuir erschaffen hatte, den „Túr an Ghrian“ neu. Ein weiteres Überbleibsel von Solas ist das Motto „Sol invictus“ (zu deutsch: „Unbesiegbare Sonne“), welches im Kampf gegen Prusias wieder aufgegriffen wird. Das Wort Solas wird auch als Zauberspruch verwendet, der einen grellen Lichtblitz erzeugt und so Vyes und andere Wesen blendet.

### Rowan
Die Rowan Akademie (englisch: Rowan Academy) ist eine Magierschule in den früheren Neuenglandstaaten der USA.
Gegründet wurde die Schule von denen, die den Untergang von Solas überlebt hatten und mit der Kestrel über den Atlantik segelten. Zu den Überlebenden gehörten YaYa, Elias Brams Frau Brigitte, ihre Tochter Emmer und weitere namentlich nicht genannte Personen aus Solas. Das Motto des ersten Abschlussjahrgangs von Rowan ist das Bibelzitat „Fiat Lux“ (zu deutsch „Es werde Licht“) aus der Schöpfungsgeschichte, da sie so Mrs Richter „in einer Zeit großer Dunkelheit hierher kamen“. Bevor Astaroth die Weltherrschaft übernimmt, wird Rowan von seinen Armeen fast vollständig zerstört. Nach der Übergabe des Buchs Thot und dem Abzug der Armeen wird Rowan wiederaufgebaut und erhält nach Unterzeichnung eines Friedensvertrages ein eigenes Königreich, das Rowan allerdings nur unter Aufsicht der Dämonen verwalten kann. Seine volle Souveränität erhält Rowan erst nach der Zerstörung von Gràvenmuir, der von Prusias geschaffenen Dämonenbotschaft, durch Elias Bram und dem Sieg über Prusias. Wichtige Orte auf dem Campus sind:
Sanktuarium
Das Sanktuarium (englisch: Sanctuary) ist ein durch Magie geschaffener Teil des Campus. Es verfügt nur über einen einzigen Zugang und bietet für die verschieden magischen Wesen optimale Lebensräume. Es verfügt über ein riesiges Höhlensystem, welches beim Angriff Astaroths auf Rowan als Zufluchtsort für die Menschen und Lagerplatz für sämtliche Wert- und Kunstgegenstände diente.
Herrenhaus
Im Herrenhaus (englisch: The Manse) befinden sich die Zimmer der Schüler. Die Zimmereinteilung der Neulinge übernimmt das Gebäude selbst. Daneben befindet sich hier das Büro der Direktorin bzw. des Direktors die Küche und der Speisesaal. Zwischen dem dritten und vierten Band erhält das Herrenhaus einen Anbau, in welchem sich unter anderen die Founder’s Hall (dt. Gründerhalle) befindet. Die Founder’s Hall dient dem Empfang größerer Gesandtschaften für die der Platz im Direktorenbüro nicht ausreicht. So findet der Empfang von Lord Naberius am Anfang des 4. Buches in der Founder’s Hall statt.
Maggie
Maggie ist das Schulgebäude Rowans. Hier befinden sich viele Unterrichtsräume und auch eine Bibliothek.
Alter Tom
Der Alte Tom (englisch: Old Tom) ist der Glockenturm Rowans, seine Glocken läuteten zur vollen Stunde und im Falle eines Angriffs. Direkt unter der Glockenstube befindet sich die sogenannte Dachbodenbibliothek, die aufgrund ihrer Nähe zu den Glocken sehr häufig durchgeschüttelt wird. Sie wird daher nur selten von Schülern besucht. Wie in Maggie gibt es auch hier Unterrichtsräume.
Archive
Die unterirdischen Gewölbe der Archive sind der älteste Teil Rowans. Hier lagern diverse alte Unterlagen, zum Beispiel Brams Briefe, welche teilweise von den Flüchtlingen aus Solas hergebracht wurden. An die Archive angeschlossen sind auch die Gewölbe des Roten Dienstes, in denen dieser unter anderem 12 besondere Waffen lagert, welche nur für seine Mitglieder bestimmt sind.
Der Treppe zu den Gewölben, deren Beginn in einen Raum des Alten Toms versteckt ist, wird von zwei Shedus bewacht, die verhindern das die Gewölbe von unautorisierten Personen betreten werden können. Da die ursprünglichen Shedus während Astaroths Belagerung zerstört wurden, lieh David sich zwei Shedus aus einem assyrischen Grab aus.
Hafen
Der Hafen (englisch: Harbour) wird nach der Niederlage gegen Astaroth an Rowans Klippen errichtet, um den Handel mit den übrigen Königreichen zu ermöglichen.
Kestrel
Die Kestrel ist das Schiff, mit dem die Überlebenden aus Solas an jenem Ort ankamen, der heute Rowan ist. Mithilfe des Schiffs und dem in der Frankfurter Werkstatt geborgenen Schlüssel gelangen Max McDaniels und David Menlo in die Sidh. Da das Schiff bei der Ankunft in den Sidh lange über den Boden schleifte und dadurch der Rumpf bis unter das Deck zerstört war, verblieb das Schiff in den Sidh.
Fußballfeld
In der Nähe des Herrenhauses liegt das Fußballfeld von Rowan. Auf diesem Feld wird, als Max sein erstes Jahr in Rowan verbringt, eine spezielle Art von Fußball gespielt, bei dem das Feld immer wieder seine Oberfläche verändert, sodass sich mitunter plötzlich Schluchten oder Berge vor dem Spieler auftun.
Obstgarten
Im Obstgarten befinden sich die heiligen Klassenbäume eines jedem Jahrgangs. Jedes Jahrgangsmitglied wird am Baum durch einen Apfel symbolisiert. Stirbt ein Schüler so wird sein Apfel golden.
Gràvenmuir
Gràvenmuir (dämonisch für „Wächter“) ist die Botschaft der Dämonen in Rowan. Sie wird im Jahr 1 von Prusias mithilfe seines Spazierstocks an den Klippen über dem Hafen errichtet. Dort findet auch die Unterzeichnung des Vertrages statt, der Rowan, bei Einhaltung der Edikte, ein eigenes Königreich garantiert. Die Zerstörung Gràvenmuirs durch Elias Bram nach dessen Befreiung aus Astaroth markiert einen ersten Schritt der Befreiung Rowans von der Vorherrschaft der Dämonen.
Túr an Ghrian
Der Túr an Ghrian (zu Deutsch: Sonnenturm) wird nach dem Sieg Rowans über Prusias durch David Menlo mithilfe von Prusias Spazierstock aus dem Gründerstein in der Nähe von der Stelle, an der einst Gràvenmuir stand, erschaffen. Er stellt auch die Erlangung der fast vollständigen Autonomie dar, da er nach dem Sieg über Prusias erschaffen wurde.

### Marley Augurs Krypta
Bei Marley Augurs Krypta handelt es sich um ein unterirdisches Gewölbe auf einem verlassenen alten Friedhof in Irland. Ob das Gewölbe Marley Augur gehört, wird nicht erwähnt, allerdings befreit er dort Astaroth. Dazu lässt er die entführten Potentiellen, die gestohlenen Gemälde und schließlich auch Max McDaniels und Axel Muñoz hierhin bringen. Nachdem er mithilfe eines Serums das Gefängnis geöffnet hat, gelingt es Max mithilfe des herbeigeeilten Ronin die Kinder zu retten, allerdings gelingt es ihm nicht Muñoz zu retten, da dieser von einer extrem starken Kraft in die einstürzende Krypta gezogen wird. Die eingestürzte Krypta wird später von Agenten untersucht, die Ergebnisse der Untersuchung werden aber nie bekanntgegeben.

### Sidh
Die Sidh sind der Ort an den die Tuatha De Danaan nach ihrer Vertreibung aus Irland zogen. Es gibt nur ewige Zugänge in die Sidh. Einige davon sind zeitlich begrenzt, sie können zum Beispiel nur bei einer bestimmten Mondphase genutzt werden. Andere sind an einen Ort oder ein Objekt, wie die Kestrel gebunden. Darüber hinaus sind die Sidh nicht für Sterbliche geeignet, da dort die Zeit erheblich schneller vergeht, als auf der Erde (siehe Bryn McDaniels).
Die wichtigsten Orte in den Sidh sind Rodrubân und der Burgh na Boinne.
Rodrubân
Rodrubân ist die Hauptstadt der Sidh. Dort befindet sich auch Lughs Königsburg, deren verzauberte Zugbrücke nur von Lugh selbst oder von seinen Söhnen überquert werden kann. Jede andere Person, die versucht die Zugbrücke zu überqueren, wird durch die beim Betreten der Zugbrücke ausgelöste Bewegung der Zugbrücke von dieser hinuntergeworfen.
Burgh na Boinne
Der Burgh na Boinne ist ein Hügel in den Sidh, in dem, neben dem Buch Thot, welches in einer Vitrine aus geblasenem Glas liegt, die vier Glücksbringer der Tuatha De Danaan lagern:
- Dagdas Kessel, der tausende Menschen speisen kann.
- Lughs Speer, der wegen seiner Gefährlichkeit gegen alle die nicht von Lughs Blut sind, in mit Mohn versetztem Wasser in Dagdas Kessel ruht.
- Nuadas Schwert, Claímh Solais
- Lia Fáil, der Königsmacherstein den Cuchulainn in zwei Teile spaltete.

### Frankfurter Werkstatt
Wie es der Name bereits andeutet, liegt die Frankfurter Werkstatt (englisch: The Workshop) unter der Stadt Frankfurt am Main, oder wie im Reim, der zum Buch Thot führt, „tief unter Tag wo einst deutsche Könige gekrönt“, was laut der Aussagen im Buch wohl nicht so ganz richtig ist. Nach Astaroths Weltumgestaltung liegt die Werkstatt im Großherzogtum Harine. Leiter der Werkstatt ist Jesper Rasmussen.
Die Werkstatt entstand mit der Technisierung der Welt als sich im Orden der Magier zwei gegensätzliche Strömungen entwickelten. Die eine Strömung sah die Technik als Segen für die Menschheit. Sie gründet die Werkstatt. Die andere Strömung verabscheute die Technik und schottete sich von der Welt ab. Daraus entstanden die Wiccas.
Die Werkstatt verfügt in ihren unterirdischen Anlagen über eine umfangreich Sammlung von Wesen die einst auf der Erde lebten oder auch noch leben. Zudem befindet sich in der Werkstatt eine Kammer, die mit technischen Mitteln nicht zu öffnen ist. Nur mit David Menlos magischen Fähigkeiten war es möglich die Kammer zu öffnen. Das darin befindliche Objekt war erforderlich um mit der Kestrel in die Sidh zu gelangen. Nach der Auslöschung aller moderner Technik aus der Erinnerung der Menschen und das Verbot der Herstellung solcher Technik durch Astaroth, war das Ende der Werkstatt besiegelt. Allerdings kann die Werkstatt unter dem Schutz von Lord Prusias, in dessen Königreich sie sich befindet, weiter bestehen. Als Gegenleistung für den Schutz ist die Werkstatt aber verpflichtet, Prusias jegliche Technik bereitzustellen, die er verlangt.

### Die vier Königreiche
Astaroth schuf bei seiner Weltumgestaltung vier Königreiche, die von Dämonen regiert werden. Die Rowan Akademie erhielt ebenfalls ein eigenes Königreich, das jedoch ein vergleichsweise kleines Gebiet umfasst. Die vier Königreiche sind Blys, Jakarün, Zenuvia und Dùn.

#### Königreich Blys
Blys ist das Königreich von Lord Prusias und liegt ungefähr auf dem Gebiet des früheren Europas und Nordafrikas. Im Osten grenzt es an Lord Aamons Königreich Dùn, im Süden an Lord Rashaveraks Königreich Jakarün. Das Königreich besteht aus 10 Großherzogtümern. Diese sind:
1. Blys liegt auf dem Gebiet der früheren Staaten Italien, Österreich, Schweiz, Liechtenstein, Ungarn, Slowakei, Rumänien, Serbien, Montenegro, Kosovo, Kroatien, Albanien, Mazedonien und Bosnien-Herzegowina, Griechenland. Der südlich der Donau gelegene Teil Deutschlands und der Westen Bulgariens gehören zu Blys. Großherzog ist Lord Prusias, der auch gleichzeitig König ist.
2. Lebrim liegt auf dem Gebiet der früheren Staaten Spanien, Portugal und Marokko (nördlicher Teil). Großherzog ist der Dämon Mad'raast, der auch die Straße von Gibraltar bewacht.
3. Harine liegt auf dem Gebiet der früheren Staaten Frankreich, Belgien, Luxemburg und Niederlande. Auch der linksrheinische Teil Deutschlands gehört zu Harine. Großherzogin ist die Dämonin Jayna
4. Malakos liegt auf dem Gebiet der früheren Britischen Inseln. Großherzog ist der Dämon Grael.
5. Azur liegt auf dem Gebiet der früheren Staaten Deutschland (die Bereiche, die nicht zu anderen Großherzogtümern gehören), Dänemark und Tschechien (teilweise). Großherzog ist Lord Vyndra.
6. Bryllbatha liegt auf dem Gebiet der früheren Staaten Polen, Tschechien, Litauen (Teile), Lettland (Teile) und die russische Exklave Kaliningrad. Großherzog ist der Dämon Unas.
7. Raikos liegt auf dem Gebiet der früheren Staaten Russland (nordwestlicher Teil), Finnland, Lettland, Litauen und Belarus. Großherzog ist der Dämon Andros.
8. Holbymm liegt auf dem Gebiet der früheren Staaten Ukraine und Russland (südwestlicher Teil). Großherzog ist die menschenfressende und nur als Wirbelsturm auftretende Dämonin Yuga. Sie dehnt ihr Territorium während des Krieges im 4. Buch aus und fällt auch im 5. Buch immer wieder in benachbarte Großherzogtümer ein.
9. Vrusk liegt auf dem Gebiet des früheren Staates Schweden und wird vom Dämonen Yva regiert.
10. Archral liegt auf dem Gebiet der früheren Staaten Algerien (nördlicher Teil), Tunesien, Libyen (nur die Küste) und Ägypten (nur die Küste). Regiert wird es von Dämonen Brolsch.

Blys ist das bekannteste Königreich, da in Band 3 sein König Lord Prusias als Astaroths Vertreter die Unterzeichnung des Friedensvertrags mit Rowan durchführt und in Rowan um Verwalter für Blys wirbt. Darüber hinaus reist Max nach dem Tod seines Vates nach Blys um sich am dafür verantwortlichen Dämon zu rächen. Im 4. Band reist er mit David im Zuge der Dark Matter Operation durch das Herzogtum Blys über The King’s Highway und The Narrows vorbei am Bauernhof in das Herzogtum Bryllbatha. Dort reisen sie auf The Ravenswood Spur nach Pitter’s Folly, wobei sie einige Schlachtfelder des Krieges zwischen Prusias und Aamon passieren. Aus Pitter’s Folly müssen sie fliehen und landen im Grenzgebiet zwischen Bryllbatha, Raikos und Holbrymm, wo sie schließlich dem Dämon Yuga nur knapp entkommen.
Bekannte Orte in Blys sind die Frankfurter Werkstatt, die Hauptstadt, Pitter’s Folly und der Bauernhof.

##### Piter’s Folly
Piter’s Folly ist eine Stadt im Königreich Blys im Großherzogtum Bryllbatha nahe der Grenze zum Großherzogtum Holbymm. In dieser Stadt wohnt die Schmugglerin Madam Petra. Ihr Schmuggelunternehmen hat dort auch seinen Sitz. Namentlich wird die Stadt erstmals im 4. Band erwähnt, allerdings wird vor allem Madam Petras Haus von Max Klonen unter Maschinengewehrfeuer erobert, sodass Madam Petra, ihre Tochter Katharina, Max, David, Toby und ein Goblin, das Haus mit einer Art Ballon verlassen. Ob die Stadt wiederaufgebaut wird, ist unklar, da Yuga ihren Machtbereich ausdehnt.

##### Bauernhof in Blys
Der Bauernhof liegt in den Apenninen und taucht erstmals im 3. Band auf, als Max in Blys ankommt und in der unwirtlichen Natur einen Platz zum Schlafen sucht. Bewohnt wird der Hof von 3 Erwachsenen, welche in regelmäßigen Abständen von Kobolden (Goblins) mit Nahrung und Kindern versorgt wurden. In bestimmten Nächten, bekannt ist es von Vollmondnächten, mussten die Erwachsenen ein Kind auswählen und in den Schafauslauf sperren, da in diesen Nächten die Kreatur aus dem Brunnen kommt und ein Opfer erwartet. In der Nacht von Maxens Ankunft sitzt Mina im Schafauslauf, wird aber von Max ins Haus gebracht. Als die Kreatur aus dem Brunnen versucht, ins Haus einzudringen, wird sie von Max verletzt und zieht sich zurück. Max verfolgt sie und tötet sie in einem Kampf. Damit ist Frieden hergestellt. Max verbannt am nächsten Morgen zwei Erwachsene vom Hof, die dritte Erwachsene Isabella darf bleiben, weil sie schwanger ist. Darüber hinaus bringt Max den Hof auf Vordermann. Darüber hinaus beginnt er Isabella und schließlich die Kinder auf Isabellas Drängen hin zu unterrichten. Als Prusias den Hof besucht, bemerkt er den Verstoß gegen das dritte Edikt, ist aber bereit, darüber hinwegzusehen, wenn Max für ihn in der Arena kämpft. Um den Hof zu schützen, willigt Max ein und überträgt die Verwaltung des Hofes an Nix und Valya, welche einige Wochen zuvor auf den Hof gekommen waren. Nachdem Max sich mit Prusias zerstritten hat, bringen Nix und Valya die Bewohner zu sich nach Hause. Allerdings werden Mina und eventuell auch die anderen Bewohner nach Rowan gebracht. Im vierten Band passieren Max, David und Toby auf dem Weg nach Pitter’s Folly den leerstehenden Hof.

##### Blys (Hauptstadt)
Die Hauptstadt des Königreichs Blys sowie des Großherzogtums Blys, welche ebenfalls Blys heißt liegt auf dem Gebiet der früheren italienischen Hauptstadt Rom. Einige berühmte Merkmale Roms ließen die Dämonen bestehen, doch sie verlieh ihnen, wie es Prusias sagt, die richtigen Dimensionen. Wichtigster Teil der neuen Stadt ist der offenbar zum Berg gewordene Palatin. Auf ihm befindet sich in der Form einer Pyramide der Palast, zu dem auch die Arena und die Kathedrale gehören. Daneben gibt es auch noch diverse alte römische Gräber, welche bestehen blieben. Ein solches Grab nutzen Max und David für die Vorbereitungen auf das Walpurgisnachttreffen der Dämonen.
Prusias Palast
Der gigantische Palast bildet die Spitze des Berges und sieht aus wie eine Pyramide. In ihm wohnt Max, als er im dritten Band Prusias Gast ist. Nachdem er sich mit ihm zerstritten hat, landet er allerdings im Kerker des Palastes.
Arena
Die Arena bildet die zweite Stufe der Pyramide. Sie ähnelt in ihren Aussehen dem Kolosseum und wird daher auch immer wieder so bezeichnet. Sie ist allerdings erheblich größer als ihr Vorbild. In dieser Arena kämpft Max als Bargha Rùn für Prusias, der als Gegenleistung über Max Ediktbruch auf dem Bauernhof hinwegsieht und einigen Flüchtlingen, die vor den Toren kampieren, Zuflucht in Blys gewährt.
Kathedrale
Die Kathedrale befindet sich über der Arena und sieht nach Max Aussage der Kathedrale Notre Dame ähnlich, wobei die aber im Vergleich zum Vorbild in die Höhe gestreckt wurde. Ähnlich wie ihr Vorbild verfügt sie über eine gigantische Rosette. In der Kathedrale findet das Walpurgisnachttreffen der Dämonen statt.

#### Königreich Jakarün
Jakarün ist das Reich von Lord Rashaverak und liegt im Bereich des früheren Afrikas.

#### Königreich Zenuvia
Zenuvia wird von Lady Lilith regiert und ist somit das einzige der vier Königreiche, welches von einer Dämonin regiert wird. Es ist das östlichste der vier Königreiche und liegt vermutlich auf dem Gebiet der früheren Staaten Japan, Indonesien, Nord- und Südkorea. Bekannt ist Zenuvia für seine Eisenerzeugnisse. So verwenden Max und seine Kompanie in der Schlacht gegen Prusias Pfeile aus zenuvianischem Eisen (englisch: Zenuvian Iron).

#### Königreich Dùn
Dùn ist das Königreich von Lord Aamon und liegt auf dem Gebiet des früheren Staaten Russland (bis auf einige Teile im Westen die zum Königreich Blys gehören), China und Indien (der nördliche Teil). Möglicherweise gehören auch die frühere Türkei und der ehemalige Nahe und Mittlere Osten zu Dùn. Aufgrund von Lord Aamons Abneigung gegen Menschen, ist Dùn menschenleer. Allerdings ist das Gebiet des früheren Indiens vor allem die Witchpeaks, das frühere Himalaya von Wiccas bewohnt. Unklar ist ob Dùn nach der Niederlage von Lord Aamon an Blys angegliedert wurde oder als eigenes Königreich ohne den König Lord Aamon existierte.

## Wesen

### Hexe
Hexen (englisch: hag) sind menschenähnliche Wesen, welche ausschließlich weiblichen Geschlechts sind. Sie sind nicht grundsätzlich böse, werden aber oft als böse angesehen, da sie durchaus auch Menschen fressen. Die einzige im Roman genannte Hexenfamilie ist die Familie Shorpe. Aus dieser Familie genannt werden die in Rowan lebende bekehrte Hexe Bea, genannt Mum, ihre Schwester Bellagorg, welche im dritten Band auf einen Schlag 10 Hexchen (englisch: hagglings) wirft, und ihre Cousine Gretie, welche einst von der Frankfurter Werkstatt entführt und in das dortige Museum gebracht wurde.

### Wicca
Wiccas (englisch: witches, daher nicht mit der neureligiösen Bewegung Wicca zu verwechseln) gingen aus dem technikfeindlichen Teil des Ordens hervor. Sie lebten abgeschieden von der übrigen Welt in den Bergen. Sie treten erstmals im 2. Band auf, als ihre Vertreterin Dame Mala im Namen ihres Volkes die Erfüllung von Brams Eid verlangte. Dafür sollten Max McDaniels und David Menlo bei den Wiccas leben. Da Mrs Richter, welche die anwesende Wicca als „eine entfernte Verwandte des Ordens aus dem Osten“ bezeichnet, von der Idee nicht begeistert ist und zudem möchte, dass Max und David das Buch Toth suchen können, versucht sie trotz der Rechtmäßigkeit der Forderung alles, um die Übergabe so weit wie möglich hinauszuzögern. Sie inszeniert mit Rasmussens Hilfe eine Entführung, welche dazu dient, Max, dessen Vater Scott und David aus Rowan herauszubringen, dass sie unbehelligt nach Deutschland kommen können. Dies gelingt schließlich auch. Allerdings stellt sich, als Astaroth die Werkstatt durch einen Verräter einnimmt, heraus, dass sich die Wicca mit Astaroth verbündet haben, denn Dame Mala sitzt auch in der Kutsche, mit der Astaroth anreist. Dennoch versucht Vilyak nach dem Putsch ein Abkommen mit den Wiccas, welche durch Dame Mako vertreten werden, auszuhandeln, was letztlich scheitert.
In der neuen Weltordnung Astaroths verfügen die Wiccas über ein Territorium in den Witchpeaks, dem früheren Himalaya, welches in Lord Aamons Reich Dùn liegt. Zusätzlich arbeiten sie als Wettermacherinnen auf blysianischen Schiffen. Ihre heiligen Plätze, das sind vor allem Ossuaries (Beinhäuser), befinden sich in den Witchpeaks. Die heiligen Vögel der Wiccas sind die Krähen. Treten besonders viele Krähen auf, so halten sich sehr oft Wiccas in der Nähe verborgen, welche das Geschehen durch die Augen der Krähen beobachten.

### Ki-rin
Ein Ki-rin ist ein löwenartiges Wesen, welches sehr alt werden kann. Es ist allerdings erheblich größer als ein Löwe und verfügt zudem über ein Horn, welches eine heilende Wirkung hat. So kann es schwere Verletzungen heilen. Das einzige in der Reihe auftretende Ki-rin ist die große Matriarchin von Rowan YaYa.

### Lymrill
Ein Lymrill (alternative Namen: Königsmacher und Rolandswahn) ist gemäß dem Buch „Das Lymrill: Naturgeschichte, Lebensweise und Pflege“ ein „magisches, in den Bäumen wohnendes Säugetier Mittel- und Westeuropas“. Sein Aussehen ähnelt dem eines Otters. Es verfügt aber über einen langen Schwanz, der ebenso wie sein Rücken über Stacheln verfügt, und über messerscharfe Krallen. Aufgrund des Fells und der Stacheln wurde das Lymrill bis zur Ausrottung gejagt, da die Stacheln magische Kräfte besitzen. Diese werden allerdings nur wirksam, wenn das Lymrill seine Stacheln freiwillig hergibt. Obwohl da Lymrill als ausgestorben galt, fanden Agenten Rowans durch Zufall im Schwarzwald Nick, ein Exemplar der Unterart Schwarzwald-Lymrill (englisch: Black Forest Lymrill), und brachten es nach Rowan. Dort wurde es zum Schützling von Max McDaniels. Kurz nach der Erlangung der Weltherrschaft durch Astaroth tauchte in Rowan ein weiteres Lymrill auf, das im Gegensatz zu Nick weiblich ist. Aus der Beziehung dieses Lymrills zu Nick stammt Nox, welche kurz nach Nicks freiwilliger Opferung für die Reparatur der Gae Bolga geboren wurde.

### Vye
Vyes sind Gestaltwandler. In ihrer natürlichen Gestalt ähneln sie Wölfen, allerdings ist ihr Fell stark verfilzt. Sie können sich in Menschen verwandeln, wobei sie aber oft an feuchten Augen erkennbar sind. Darüber hinaus verwandeln sie sich nur ungern, da es für sie unangenehm ist. Sie treten oft zu zweit auf. Im Gegensatz zu Smees sind sie nicht in der Lage eine Person zu imitieren. Eine Enttarnung ist mit Rätseln möglich, da Rätsel für sie eine unwiderstehliche Verlockung darstellen. Entgegen der in Rowan verbreiteten Ansicht, die aus der Tatsache rührt, dass viele Vyes in Astaroths Diensten stehen, sind sie nicht von Natur aus böse. Ein Beispiel dafür sind Remus-Vyes.
 Remus-Vyes (englisch: Elder Vyes) sind eine sehr alte Art von Vyes. Gemäß der Erzählungen von Nix und Valya geht diese Art auf Romulus und Remus zurück. Diese beiden wurden, so die Legende, auf dem Tiber ausgesetzt und wenig später von einer Wölfin aufgefunden und gesäugt. Da es sich bei der Wölfin um einen alten Wolfsgeist handelte, ging die wolfsartige Natur auf die Kinder über. Nach der Gründung Roms drohte dieses Natur bei Remus hervorzutreten, weshalb Romulus seinen Bruder verjagte und nicht wie es die Legende berichtet im Streit erschlug. Remus ließ sich danach vermutlich in der Region der Apenninen nieder, in der Nix und Valya leben. Einige Remus-Vyes verfügen, wie Nix und Valya, auch über Alte Magie. Laut Neffs Angaben werden im 5. Buch weitere Remus-Vyes auftauchen.
Die Idee für die Bezeichnung und das Aussehen der Vyes stammt nach Neffs Aussagen aus Alpträumen, die er als Kind hatte.

### Smee
Ein Smee ist ein Gestaltwandler, der in seiner natürlichen Form einer Wurzel sehr ähnlich sieht. Er kann aber jede beliebige Gestalt annehmen und dabei sogar reale Persönlichkeiten täuschend echt imitieren. Wenn diese Person, wie zum Beispiel ein Dämon, über eine bestimmte Aura verfügt, imitiert der Smee auch diese. Neben dem Aussehen kann der Smee mit etwas Übung auch die Sprache und das Auftreten der Person nachahmen. Es gibt nur wenige Wesen die in der Lage sind diese Tarnung zu durchschauen. Ein Beispiel dafür sind Shedus.

### Dämon
Ein Dämon (eigene bevorzugte Bezeichnung: daemona) ist ein Geist, der nicht an die Zeitgesetze der Erde gebunden ist. Vor der Übernahme der Weltherrschaft durch Astaroth lebten sie an unbekannten Orten und traten nur auf wenn sie beschworen wurden. Bei einer Beschwörung, die in der Regel in eine Art Bannkreis erfolgte, traten sie meist in einer menschenähnlichen Gestalt auf. Die Beschwörung konnte zu unterschiedlichen Zwecken erfolgen. So nutzten Magier Dämonen, um mit ihrer Hilfe beispielsweise komplizierte Zauber zu lösen und Gelehrte um mit ihrer Hilfe an Wissen zu gelangen. Nach der Übernahme der Weltherrschaft durch Astaroth traten Dämonen offen als Könige der Vier Königreiche oder Großherzöge von Blys auf oder übten andere Funktionen innerhalb der neuen Weltordnung aus. Mit Astaroths Edikten wurde die Beschwörung von Dämonen verboten, unabhängig davon, ob die Menschen sie als Se'irim, Shedim, Afriten, Dschinns, Ahrimans, Lilins (Geisterwesen aus Mesopotamien), Marids, Asuras, Devas, Daitya, Rakshasa, Nephilim, Vetalas, Druden, Kobolde (englisch: Imps) oder Spiritus Periculosus (auch oft als Edle bezeichnet), also der Unterart der Dämonen zu der Prusias gehört, bezeichneten. Innerhalb der Dämonen gibt es mehrere Stufen, von denen die Stufen Imp, Rakshasa und Spiritus Periculosus namentlich erwähnt werden. Ein Aufstieg innerhalb dieser Ränge wird Koukerros genannt und erfolgt wenn der Dämon genügend Lebensenergie zum Beispiel menschliche Seelen aufgenommen hat. Für den Aufstieg vom Imp auf die nächsthöhere Stufe ist allerdings die Hilfe eines Höheren Dämonen nötig, da dieser dazu Energie bereitstellen muss. Durch diesen Vorgang kann ein Dämon auch sehr gefährlich werden. Ein Beispiel dafür ist Yuga, die Großherzogin von Holbymm, die sich aufgrund der riesigen Mengen von absorbierten Seelen und den ungeheuren Energiemengen, über die sie verfügt, in einen rasenden alles zerstörenden Wirbelsturm verwandelt hat. Viele der genannten Arten von Dämonen werden lediglich im Zusammenhang mit den Edikten erwähnt und tauchen nicht als Individuen auf. Eine Ausnahme bilden neben Imp, Rakshasa und Spiritus Periculosus, die Afriten. Ein Individuum dieser Art ist nämlich in der Werkstatt ausgestellt.

### Malakhim
Malakhim sind die schweigenden Wachen von Prusias und seinen Gesandten. Ihre Herkunft wird nicht erwähnt, Max fragt sie jedoch einmal ob sie nicht Engel seien, erhält aber keine Antwort. Darüber hinaus tragen sie immer schwarze Gewänder und Masken aus Obsidian. Diese Masken weisen aber immer individuelle Beschädigungen auf, wodurch sie auch eine Art Persönlichkeit erhalten.

### Atropos
Die Atropos sind eine Gruppe von Killergeistern, welche eigentlich vor langer Zeit vernichtet wurden. Im Jahr 2 nach der Erlangung der Weltherrschaft durch Astaroth kehren sie wieder zurück und nehmen Max McDaniels ins Visier, da sein Name auf Prusias Befehl ins Grey Book (zu deutsch: Graues Buch) eingetragen wurde. Allerdings ist Max, nach Aussage von Elias Bram, ein schwieriger Fall für die Atropos, da er über keinerlei Familie mehr verfügt, denn die Atropos ergreifen zur Ausführung des Mordes immer von Leuten Besitz, die der zu ermordenden Person nahestehen. Der erste Atropos, welcher Max angreift, hat von Rolf Luger Besitz ergriffen, welcher allerdings von Umbra ermordet wird. Mithilfe von Davids Fähigkeiten gelingt es, den Atropos zu fangen und ihn zu zwingen, Max vor dem nächsten Atropos zu warnen. Dies gelingt, indem David ihn vor die Wahl stellt zwischen einer ewigen Gefangenschaft in Eisen, womöglich im Salzwasser, und einer siebenjährigen Gefangenschaft in Silber, was Dämonen nicht mögen, verbunden mit der Pflicht, Max zu warnen. (Im Original: „Silver for seven years or Iron for all eternity.“) Der zweite Atropos hatte von William Cooper Besitz ergriffen. Seinen ersten Angriff überstand Max mit Scáthachs Hilfe, den zweiten mit Hilfe von YaYa, die Cooper anschließend vom Atropos heilte. Da Max aber, solange er sich an die allerdings unbekannten Geis hält, als unverwundbar gilt, lassen die Atropos nach der entsprechenden Anweisung von Prusias von ihm ab und konzentrieren sich stattdessen auf Mina.

### Fomorianer
Fomorianer (englisch: Fomorian) sind riesenartige Wesen der irischen Mythologie, wo sie im deutschen als Fomori bezeichnet werden. Da Lugh, Max leiblicher Vater, der Enkel des Fomorianerkönigs Balor war, ist Max, wie auch Cúchulainn zum Teil Fomorianer. Zudem wurde die Gae Bolga von einem Fomorianer geschmiedet.

### Kobold
Mit dem Begriff Kobold werden in der deutschen Übersetzung zwei völlig verschiedene Wesen bezeichnet. Die englischen Bezeichnungen lauten Goblin und Imp, weshalb diese Wesen nicht mit den im Deutschen als Kobold bekannten Wesen zu verwechseln sind. Allerdings wird der Begriff Kobold sehr oft für die Goblins und nur selten für Imps verwendet.
Goblin
Goblins sind Wesen, die ähnlich wie Zwerge unter der Erde leben und dort nach Erzen graben. Neben der bergmännischen Tätigkeit pflegen sie auch Handelsbeziehungen. Die Goblins sind in Clans organisiert. So gehören die Goblins in diesem Tal dem Broadbrim-Clan an, der alle anderen Goblinclans aus dem Tal vertrieben. Dieser Clan pflegt unter anderem Handelsbeziehungen nach Piter’s Folly und zu einer großen Stadt im Süden (möglicherweise die Hauptstadt Blys) und belieferte auch den Bauernhof in Blys, den Max vom Ungeheuer im Brunnen befreit, mit Kindern und Nahrung.
Imp
Imps sind der unterste dämonische Rang. Im Zusammenhang mit dem Beschwörungsverbot für Dämonen in den Edikten werden sie im Deutschen fälschlicherweise als Kobolde bezeichnet, dagegen wird Prusias Diener Mr Bonn als Gnom bezeichnet, vermutlich weil kurz zuvor der Begriff Kobold für einen Goblin verwendet wurde.

### Zwerg
Zwerge leben meist unter der Erde, sind etwas kleiner als Menschen und zudem meisterhafte Schmiede. So wird auch die Schmiede in Rowan von Zwergen betrieben, welche nebenan in einer kleinen Hütte leben. Dabei handelt es sich um die zwei Brüder Aurvangr und Ginnarr, welche zu den Söhnen des Ivaldi gehören. Im dritten Band besucht Max sie in der Nacht nach der Beerdigung seines Vaters Scott um ihnen Ormenheid abzukaufen. Da es sich dabei um das letzte Relikt ihres Volkes handelt lehnen sie einen Verkauf ab. Erst nachdem Max ihnen einige Diamanten und das Kettenhemd übergeben hat, was er von Señor Lorca erhalten hatte, sind sie bereit ihm das Schiff drei Jahre zu leihen und ihm zu erläutern wie das Schiff zu steuern ist.

## Begriffe

### Orden der Magier
Der Orden der Magier ist eine alte Bezeichnung für jene Gruppe von Magiern, die das Gute verteidigen. Um die Menschen auszubilden, die über Alte Magie verfügen, gründet der Orden Schulen wie Solas. Dieser Orden spaltete sich als die Technisierung der Welt beginnt in einen der Technik gegenüber völlig offenen Teil, aus dem die Werkstatt hervorging, und einen der Technik gegenüber völlig verschlossenen Teil, sich von der Welt abschottete und aus dem die Wiccas hervorgingen. Zwischen diesen Extremen lag, nach dem Untergang von Solas 1649, die Rowan Akademie. Sie lehrte weiterhin den Umgang mit Magie und arbeitete weiter mit damit, nutzte aber auch die technischen Errungenschaften der Menschheit, wie zum Beispiel elektrisches Licht und Computer, und die Entwicklungen der Werkstatt, zum Beispiel die die Kettenhemden für den Roten Dienst. Vor allem nach der Eroberung der Welt durch Astaroth wird nur selten vom Orden gesprochen, sondern meist von Rowan, auch wenn die Magier als Gesamtheit gemeint sind.

### Roter Dienst
Der Rote Dienst (englisch: Red Branch, wörtlich übersetzt: Roter Zweig) ist eine Gruppe der zwölf besten Agenten, wobei jeder Agent in einem anderen Monat geboren wurde. Sie geht auf die Kriegervereinigung vom Roten Zweig (englisch: Red Branch warriors) zurück, welcher die besten Krieger Ulsters so auch Cúchulainn angehörten. Alle Mitglieder des Roten Dienstes tragen das Symbol des Roten Dienstes auf dem Unterarm. Dabei handelt es sich um eine zum Gruß erhobene Hand, welche von einer Kordel umschlungen ist. Ist ein Agent zu alt kann er das Zeichen an einen jüngeren Agenten weitergeben, welcher im gleichen Monat geboren ist wie er selbst. Ein solches Ritual führen Señor Lorca und Max im zweiten Band durch. Ist ein Agent auf einer Mission, so trägt er neben einer der 12 Waffen aus dem Schatz des roten Dienstes, eine Art Ganzkörperkettenhemd aus sogenanntem Nano-mail, einem von der Werkstatt entwickelten Stoff, der die Stabilität eines Kettenhemdes mit der Leichtigkeit eines normalen Stoffs kombiniert und sich wie eine zweite Haut an den Träger anpasst.

### Alte Magie
Alte Magie (englisch: Old Magic) ist eine alte Art der Magie. Sie wird von Menschen, Fomorianern, Remus-Vyes und Dämonen genutzt. Wiccas nutzen dagegen eine Art von Magie welche Neff als Wild Magic bezeichnet. Am Anfang des ersten Bandes erklärt Mrs. Richter wie die alte Magie auf die Menschen übertragen wurde. Zuerst gab es Wesen, von denen die größten halfen, die Welt zu formen. Bevor sie schließlich die Welt verließen, übertrugen sie die Aufgabe über den Planeten götterähnlichen Elementargeistern, den Stewards, während die Menschheit damals noch in den Kinderschuhen steckte. Da die Wachsamkeit der Stewards nachließ, kamen böse Dinge aus sterbenden Welten, welche unbemerkt begannen an den Wurzeln der Welt zu nagen. Durch die Anwesenheit der bösen Kreaturen, traten einige Stewards zum Bösen über und begannen mit der Unterwerfung der Welt, gegen die aber einige Menschen Widerstand leisteten. Schließlich bekamen diese Menschen von den Stewards deren Macht, die Alte Magie, und ein gewisses Maß an Weisheit. Dieser Funke wurde aber laufe der Zeit schwächer. Es gab aber dennoch immer wieder sehr starke Magier, welche man daher als Aszendenten (Abkömmlinge) bezeichnet. Ein sehr bekannter Aszendent ist Elias Bram.

### Die 7 Edikte Astaroths
Die 7 Edikte, welche Astaroth entworfen hatte, wurden durch Lord Prusias in Rowan verkündet, kurz bevor er Gràvenmuir errichtete. Sie werden hier als Zitat im Wortlaut der Übersetzung in der deutschen Erstausgabe wiedergegeben.
- Edikt 1: „Rowan wird ein fünftes Königreich unter der Herrschaft Astaroths. Sein Reich erstreckt sich von dieser [Rowans] Küste nach Westen zu den Appalachen, nach Norden bis zum großen Fluss und nach Süden bis zum Algonquin Chesapeak. Innerhalb dieser Grenzen wird Rowan seine eigenen Angelegenheiten verwalten und seine Einwohner nach eigenem Gutdünken regieren.“
- Edikt 2: „Es ist verboten Bücher, Dokumente oder jegliche schriftliche Aufzeichnungen über die Grenze dieses Landes zu bringen.“
- Edikt 3: „Es ist verboten, den Menschen außerhalb von Rowan Lesen, Schreiben oder Kenntnisse der Geschichte beizubringen.“
- Edikt 4: „Die Einwohner von Rowan können in Freiheit leben und gedeihen, doch die Grenzen sind hiermit geschlossen. Niemandem ist es erlaubt, das Reich ohne die ausdrückliche Erlaubnis unseres Botschafters zu betreten. Rowan und seinen Vertreten ist es weiterhin verboten, nach Menschen zu suchen, die mit Mehrùn geboren sind. Wenn sie es dennoch tun, wird dieser Vertrag ungültig.“
- Edikt 5: „[Es] betrifft die Magie der Beschwörung. Diese Art der magischen Lehre ist hiermit beendet. Alle Arbeiten über die Beschwörung von Dämonen […] müssen aus den Lehrplänen entfernt und die Aufzeichnungen vernichtet werden. Die Beschwörung von Dämonen ist hiermit verboten.“
- Edikt 6: „Rowan wird sich nicht an den Wiccas rächen, die ihrerseits alle Ansprüche aufgeben, die sich aus dem Vertrag ergeben, der Brams Eid genannt wird. Diese Fehde ist vorbei und die Wiccas haben ihr eigenes Land in Lord Aamons Reich erhalten.“
- Edikt 7: „Alle neuen Erfindungen sowie das Anliegen nach Emigration oder nach Handel mit den verschiedenen Königreichen müssen bei Lord Astaroths Botschaft eingereicht, geprüft und genehmigt werden.“

Zu den Edikten fügt Prusias immer wieder Erläuterungen hinzu, welche nicht Teil des Edikts sind und daher hier aufgeführt werden:
- zu Edikt 1: Das Edikt wird im Sinne des Friedens verkündet. Darüber hinaus wird die Sicherheit von Rowans Einwohnern in Rowans Reich garantiert, für Dämonen ist der Aufenthalt innerhalb der Grenzen Rowans bei Todesstrafe verboten.
- zu Edikt 2: In Rowan darf alles, was das Verblassen übersteht, weiter genutzt werden.
- zu Edikt 3: Bei Missachtung des Edikts wird jeder Mensch im Umkreis von 100 Meilen hingerichtet.
- zu Edikt 4: Mehrùn ist die von den Dämonen verwendete Bezeichnung für die Fähigkeit, Magie zu nutzen.
- zu Edikt 5: er führt alle aus seiner Sicht absurden Namen auf, die die Menschen den Dämonen gegeben haben.
- zu Edikt 6: es wird ebenfalls im Sinne des Friedens verkündet.
- zu Edikt 7: die Botschaft, von der das Edikt handelt, ist Gràvenmuir, das Prusias unmittelbar nach der Verkündigung errichtet.

### Walpurgisnachttreffen
Das Walpurgisnachttreffen findet am Abend des 30. März fast zwei Jahre nach dem Sieg Astaroths über Rowan in der Kathedrale von Blys statt. Eingeladen sind die Könige der vier Königreiche sowie die 10 Großherzöge des Königreichs Blys. Im Vorfeld des Treffens verbreitet David gezielt Gerüchte, er wolle Astaroth auf dem Treffen töten, mit dem Zweck, dass Astaroth aufgrund seiner Überheblichkeit wegen der vermeintlichen Überlegenheit gegenüber David auf jeden Fall zu diesem Treffen kommt. Sein Ziel ist es nämlich nicht Astaroth vor den Augen der Dämonen verkleidet als Würdenträger mit dem Gift aus Balors Blumen zu töten, sondern seinen Großvater Elias Bram zu befreien und Astaroth so zu Schwächen und abzulenken, da er versuchen wird Bram wieder habhaft zu werden.

### Aszendent
Ein Aszendent (zu deutsch: Abkömmling) ist eine Person, welche über Fähigkeiten verfügen, welche denen der ersten Magier (siehe Abschnitt Alte Magie), welche ihre Fähigkeiten von den Stewards erhalten hatten sehr Nahe kommt. In der Romanreihe werden nur zwei Aszendenten genannt. Der erste genannte und lange Zeit letzte Aszendent ist Elias Bram. Über 400 Jahre später taucht mit Mina eine neue Aszendentin auf.

### Faeregine
Die Faeregine ist ein mythologisches Wesen, dass in jedem Zeitalter der Weltgeschichte auftrat, wobei sie immer die Gestalt der Spezies annahm die am schwersten bedroht war und so auch nichts von ihrer vorherigen Gestalt wusste. So kam sie nach der Erlangung der Weltherrschaft durch Astaroth als ein Menschenkind namens Mina auf die Erde.

### Geis
Ein Geis (Plural: geasa) ist eine Art individuelle Vorschrift beziehungsweise Tabu, welches für eine bestimmte Person, in der Regel ein mythologischer Held wie Cúchulainn, gilt und von diesem nicht gebrochen werden darf. Falls die betreffende Person den Geis dennoch bricht wir er sofort zum gewöhnlichen Sterblichen. Ein Geis kann theoretisch jedes unsterbliches Wesen erhalten, allerdings ist nur ein einziger Fall bekannt. Dieser Fall betrifft Astaroth, welcher um Elias Bram schlecht darzustellen und an das Buch Thot zu gelangen Lugh belog, was dieser aber bemerkte und daher Astaroth verbot zu Lügen, wodurch sich dieser auch an jedes gegebene Versprechen halten muss.

## Gegenstände

### Ormenheid
Ormenheid ist ein altes magisches Schiff, welches äußerlich einem Wikingerschiff mit Drachenbug gleicht. Es gehört den in Rowan lebenden Zwergen. Nach der Aussage jener Zwerge ist es das letzte Relikt ihres Volkes, das sie noch besitzen. Nach dem Vorbild dieses Schiffes erschufen sie im Auftrag Lokis, welcher mal wieder die Götter verärgert hatte und daher drei Geschenke benötigte, Skidbladnir, welches für alle Götter Asgards genug Platz bot. Die Ormenheid hat im Vergleich zu einem gewöhnlichen Schiff einige Vorteile. So muss man muss man nur im Anschluss an das Wort Leita den Ort nennen an den man möchte und schon segelt das Schiff einem zu diesem Ort. Bis auf wenige Ausnahmen zum Beispiel die Isle of Man, welche man nur mit der von den Fomorianern verwendeten Bezeichnung Ellan Vannin ansteuern kann, funktioniert dies mit den aktuellen Ortsbezeichnung, zum Beispiel Blys. Ein weiterer Vorteil der Ormenheid ist, dass man sie, wenn man sein Ziel erreicht hat, mit Skina so klein schrumpfen kann, dass sie bequem in die Tasche passt. Hat man die Ormenheid in kleiner Form, so darf man das Wort erst aussprechen, wenn man weit genug im Wasser ist, da es sonst an Land zu einem etwa 20 Meter langen Schiff wird.

### Balors Blumen
Balors Blumen (in Lughs Sprache: Bláth Mag Balor) sind rote für Dämonen tödliche Blumen aus den Sidh. Sie tauchen nur im dritten Buch auf. Gemäß dem was Astaroth Max in Prussias Kerker erzählt, nahm Lugh, bevor er in die Sidh ging, Erde, die mit dem Blut aus Balors Auge getränkt war, und verteilte sie später in seinen Gärten in Rodrubân. Aus dieser Erde wuchsen dann die ersten Balors Blumen. Aus diesen Blumen stellt David ein Gift her, mit dem er nach eigener Aussage Astaroth töten will. Da David ihn über Gerüchte indirekt davon wissen lässt, immunisiert sich Astaroth gegen das Gift. So glaubt dieser er wäre in Sicherheit, während David in einer der 7 Giftphiolen einen Trank verbirgt, welcher dem Gift aus den Blumen bis auf die Wirkung identisch ist, es aber Elias Bram ermöglicht aus Astaroth zu fliehen. Die Ursache für die Verwendung solch exotischer Pflanzen liegt in der Tatsache, dass Astaroth ein Gift, welches aus irdischen Pflanzen besteht, mithilfe des Buchs Thot auslöschen könnte. Neben der Verwendung als Gift gelingt es David zudem die Blumen in Blys wachsen zu lassen.

### Buch Thot
Dieses, auch als Buch der Ursprünge bezeichnete Buch wurde vom ägyptischen Gott Thot erschaffen. Aufgrund dieser Herkunft bestehen seine Seiten aus Papyrusbögen, welche von Hieroglyphen übersät sind. Diese Hieroglyphen bilden eine Sequenz, welche nur von wenigen Menschen, bekannt sind Elias Bram und sein Enkel David Menlo, aber auch vom Dämonen Astaroth verstanden werden kann. Diese Sequenz enthält alle „Wahren Namen“, durch die es möglich ist nicht oder nicht mehr existierende Wesen oder Dinge zu erschaffen und die Existierenden zu beherrschen oder auszulöschen. Allerdings ist eine Kontrolle oder Auslöschung nur möglich, wenn man sich mit der Person, die man kontrollieren möchte, in der Welt befindet, in der sie lokalisiert ist, also sich in der Welt befindet, in der die Person geboren wurde. Die erste Person, von der bekannt ist, dass sie im Besitz des Buches war, ist Elias Bram. Woher er das Buch hatte, ist nicht klar, sicher ist, dass er sich sehr genau mit dem Buch auskannte, da er sich zu seinem Schutz eine eigene kleine Welt erschuf, sich dort einen neuen wahren Namen gab und anschließend seinen alten Wahren Namen auslöschte. Somit hatte er seinen Ursprung verändert und ist nicht mehr mit dem Buch kontrollierbar. Da der wahre Name einer Person immer auch aus einem Teil des Wahren Namens der Eltern besteht, sind Max, da sein Vater Lugh ein Sidhe ist, und Brams Nachfahren, so auch David, vor Astaroths Zugriff sicher. Als Astaroth stärker wurde, brachte Bram das Buch in die Sidh unter den Brugh na Boinne und legte es in eine Vitrine aus geblasenem Glas, welche er wahrscheinlich so verzauberte, dass sie nur mit Lughs Speer zu öffnen war. Somit war das Buch vor Astaroths Zugriff sicher, da jener Speer Astaroth nie gehorchen würde.

### 12 Waffen des Roten Dienstes
Der Roten Dienstes verfügt über 12 alte Waffen, eine Waffe für jedes Mitglied. Namentlich genannt werden folgende Waffen:
- die beschädigte Gae Bolga Cúchulainns
- Joyeuse, das Schwert Karls des Großen
- der Gladius des Flamma. Flamma war der größte Gladiator Roms und bekam den Gladius vom Kaiser für seine zahlreichen Siege geschenkt.
- der Kris von Mpu Gandring aus Indonesien

### Gae Bolga
Die Gae Bolga wurde einst als Speer von einem Fomorianer für die Morrígan mit Alte Magie aus deren Zöpfen geschmiedet. Allerdings nutzte die Morrígan die Waffe nie, sondern brachte sie unter die Menschen. Schließlich erhielt Cúchulainn die Gae Bolga und kämpfte mit ihr, in Unkenntnis ihres Materials. Dies wurde ihm am Ende zum Verhängnis. Auf ungeklärte Art und Weise gelangte der inzwischen beschädigte Speer in den Besitz des Roten Dienstes, wo ihn der junge William Cooper fand und reparieren wollte. Dazu suchte er den letzten Fomorianer auf wurde von diesem aber schwer verletzt. Nachdem Max In Spanien in den Roten Dienst aufgenommen worden war, übergab Cooper ihm die Waffe. Von diesem Zeitpunkt war die Waffe in Max Besitz. Daher nahm er sie auch in die Sidh mit, wo sie unter dem Brugh na Boinne schließlich beim Versuch mit ihrer Hilfe das Buch Thot aus der Vitrine zu befreien in tausende scharfkantige Splitter zersprang, welche Max und David wieder nach Rowan mitnahmen. Nachdem Cooper Max aus Prusias Kerkern gerettet hat, fahren sie mit David zur Isle of Man, wo mit der Hilfe des letzten Fomorianers Wiederherstellung der Waffe gelingt. Dieser offenbart Max zuvor, dass die Waffe aus den Zöpfen der Morrígan besteht und tropft Max Blut auf die Zöpfe, wodurch nur Max die Waffe verwenden kann und das Eigenleben der Waffe, welches Cúchulainn zum Verhängnis wurde, etwas kontrollierbarer wird. Allerdings ist diese Waffe noch nicht stabil genug. So probieren sie verschiedene Waffenarten, welche aber alle nicht stabil genug sind. Erst als sich Max Schützling Nick seine Stacheln und Krallen abwirft, was Nicks Tod zur Folge hat, wird die Waffe in der Form eines Schwertes stabil genug. Wenige Tage später hat die Waffe auf dem Walpurgisnachttreffen der Dämonen ihren ersten Einsatz. Mit ihr tötet Max einige Dämonen, steht aber schließlich kurz davor, von der Waffe kontrolliert zu werden, was David mit einem telepathischen Ruf an Max unterbinden kann. Die Tötung von Dämonen ist nur mit der Gae Bolga möglich, da es keine andere Waffe gibt, welche sogar Seelen verletzen kann.

### Grey Book
Das Grey Book (zu Deutsch: Graues Buch) ist ein magisches Buch. Wird eine Person in das Buch eingetragen, so ist ihr Leben fast vorbei, da sie nun von den unbarmherzige Atropos gejagt wird. Die einzige Person von der bekannt ist, dass sie in dieses Buch eingetragen wurde, ist Max McDaniels, dem es allerdings mithilfe von Scáthach und YaYa gelingt, die Atropos zu besiegen.

### Spypaper
Spypaper (zu Deutsch: Spionagepapier) werden erstmals im vierten Buch namentlich genannt. Sie sehen aus wie normales Pergament oder Papier, geben aber alles, was auf ihnen geschrieben wird, direkt an ihren Zwilling weiter. So ist es zum Beispiel möglich, direkt mit Agenten zu kommunizieren, auch wenn diese sich weit weg von Rowan befinden. So ist auch eine Kommunikation mit Personen wie Sir Alistair möglich, der Rowan an jenem Halloweenabend in Richtung Blys verließ, um dort für Rowan Informationen zu sammeln.

### Pinlegs
Pinlegs sind von der Werkstatt in Prusias Auftrag entwickelte papierartige Objekte mit kryptischen Symbolen. Sie tauchen erstmals im vierten Buch auf. Pinlegs sind eine leicht transportable Hightech-Waffe, denn sie enthalten den Geist/die Seele eines Dreadnoughts. Werden sie aktiviert, was auch aus der Ferne erfolgen kann, so kommen die Dreadnoughts unabhängig von ihrem Standort, augenblicklich zu dem Ort an dem sich das Pinlegs befinden. Ursache dafür ist das Bestreben von Geist/Seele und Körper zusammen zu sein. Dadurch spart man große Energiemengen, die ein Transport benötigen würde, und kann die Dreadnoughts fast ohne Vorwarnung aus dem Nichts auftauchen lassen, was sonst nur mit einer Teleportation möglich ist, welche aber ungeheure Energiemengen erfordert. Allerdings ist es einem geübten Magier durch die Trennung von Körper und Geist/Seele möglich die Wesen ohne den wahren Namen zu kontrollieren.

### Dreadnought
Die Dreadnoughts sind Killermaschinen, die erstmals in der Schlacht am Ende des vierten Buches auftauchen und, so sagt es Max, wie eine Mischung aus Tier, möglicherweise Elefant, Dämon und Maschine aussehen. Allerdings gelingt es David diese Wesen unter seine Kontrolle zu bringen und sie, nachdem sie Teile von Prusias Armee zertrampelt haben, über die Klippen stürzen lässt. Möglicherweise setzte Prusias bereits im Krieg gegen Aamon diese Wesen ein.

## Werkausgaben
Englisch
- The Tapestry. The Hound of Rowan. Random House, New York City 2007, ISBN 978-0-375-89077-2.
- The Tapestry. The Second Siege. Random House, New York City 2008, ISBN 978-0-375-83896-5.
- The Tapestry. The Fiend And The Forge. Random House, New York City 2010, ISBN 978-0-375-89295-0.
- The Tapestry. The Maelstrom. Random House, New York City 2012, ISBN 978-0-375-85707-2.
- The Tapestry. The Red Winter. Random House, New York City 2014, ISBN 978-0-375-97138-9.

Deutsch
- Schule der Magier. Das geheime Portal. Übersetzt von Michaela Link. cbj, München 2008, ISBN 978-3-570-13440-5.
- Schule der Magier. Astaroths Angriff. Übersetzt von Michaela Link. cbj Kinder & Jugendbücher, München 2009, ISBN 978-3-570-13490-0.
- Schule der Magier. Die Rückkehr des Bösen. Übersetzt von Tanja Ohlsen. cbj Kinder & Jugendbücher, München, 2011, ISBN 978-3-570-13491-7, (Leseprobe, PDF (Memento vom 4. Mai 2014 im Internet Archive)).